# Lijst van vogels in Colombia

Kaart van Colombia

Deze lijst omvat de vogels die in Colombia voorkomen.
Colombia is een tropisch land rond de evenaar en bezit verschillende ecosystemen, wat de biodiversiteit groot maakt.
Colombia is het land met de grootste biodiversiteit in vogels, met rond de 1900 van de 10.474 soorten. Hiervan zijn 86 soorten endemisch en 197 soorten migrerende vogels. 19 % van de beschreven soorten vogels ter wereld en 60 % van de soorten in Zuid-Amerika doet Colombia aan.
De nationale vogel van Colombia is de andescondor.

## Lijst van vogels in Colombia

### Tinamiformes

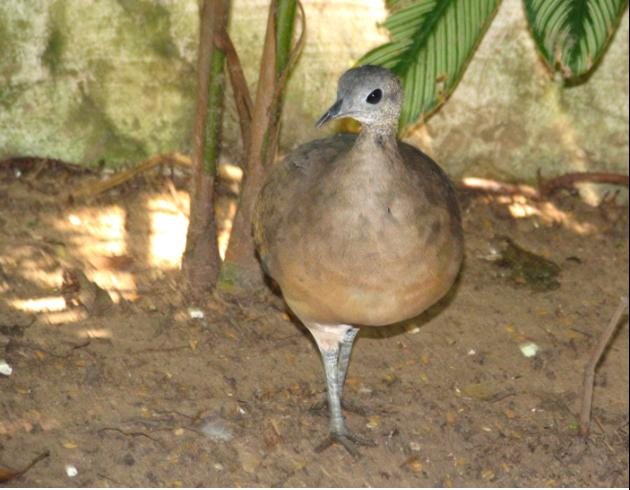
Tinamus guttatus

Tinamidae
1. Crypturellus berlepschi
2. Crypturellus cinereus
3. Crypturellus duidae
4. Crypturellus erythropus
5. Crypturellus kerriae
6. Crypturellus obsoletus
7. Nothocercus bonapartei
8. Nothocercus julius
9. Tinamus guttatus
10. Tinamus osgoodi

### Anseriformes

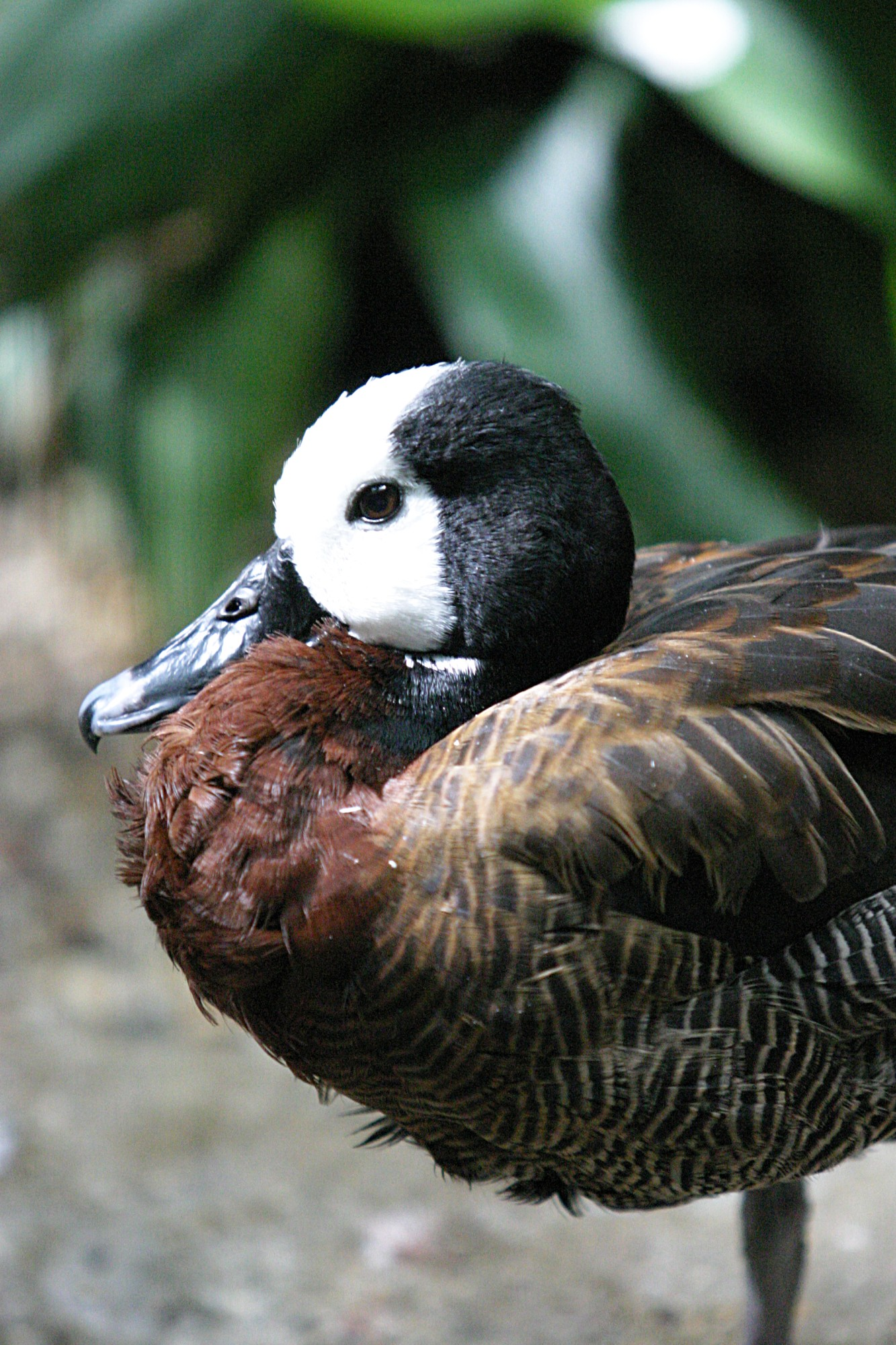
Dendrocygna viduata

Anhimidae
1. Anhima cornuta
2. Chauna chavaria

Anatidae
1. Amazonetta brasiliensis
2. Anas andium
3. Anas clypeata
4. Anas cyanoptera
5. Anas georgica
6. Anas americana
7. Anas platyrhynchos
8. Aythya collaris
9. Cairina moschata
10. Dendrocygna viduata
11. Merganetta armata
12. Netta erythrophthalma
13. Neochen jubata
14. Oxyura jamaicensis
15. Sarkidiornis melanotos

### Galliformes

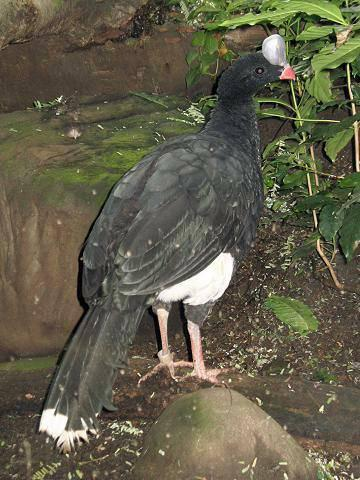
Pauxi pauxi

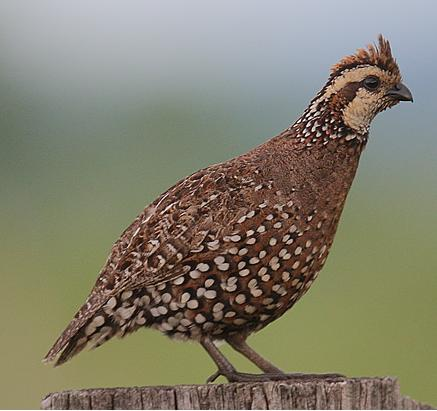
Colinus cristatus.

Cracidae
1. Aburria aburri
2. Chamaepetes goudotii
3. Crax alberti
4. Crax alector
5. Crax daubentoni
6. Crax globulosa
7. Crax rubra
8. Mitu salvini
9. Mitu tomentosum
10. Mitu tuberosum
11. Nothocrax urumutum
12. Ortalis cinereiceps
13. Ortalis columbiana
14. Ortalis erythroptera
15. Ortalis garrula
16. Ortalis guttata
17. Ortalis motmot
18. Ortalis ruficauda
19. Pauxi pauxi
20. Penelope jacquacu
21. Penelope montagnii
22. Penelope ortoni
23. Penelope perspicax
24. Pipile cumanensis

Odontophoridae
1. Colinus cristatus
2. Odontophorus atrifrons
3. Odontophorus dialeucos
4. Odontophorus hyperythrus
5. Odontophorus melanotis
6. Odontophorus strophium
7. Rhynchortyx cinctus

### Podicipediformes
Podicipedidae
1. Podiceps andinus
2. Podiceps occipitalis
3. Tachybaptus dominicus

### Phoenicopteriformes
Phoenicopteridae
1. Phoenicopterus ruber

### Procellariiformes
Diomedeidae
1. Phoebastria irrorata

Procellariidae
1. Pterodroma phaeopygia
2. Puffinus griseus

Hydrobatidae
1. Oceanites gracilis
2. Oceanodroma melania

### Pelecaniformes
Phaethontidae
1. Phaethon aethereus
2. Phaethon lepturus

Pelecanidae
1. Pelecanus occidentalis

Sulidae
1. Sula granti

Phalacrocoracidae
1. Phalacrocorax brasilianus
2. Phalacrocorax bougainvillii

Anhingidae

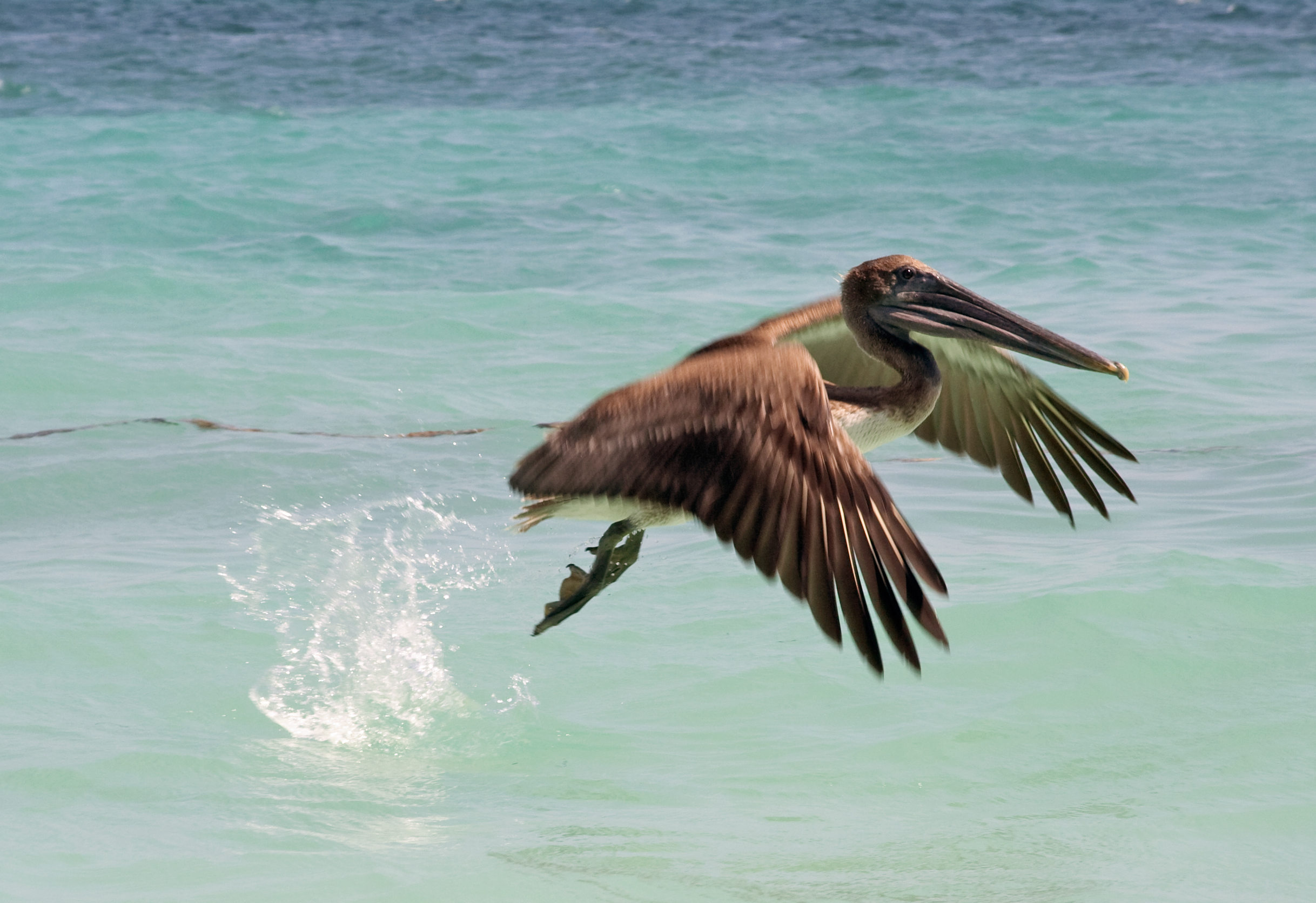
Pelecanus occidentalis.

1. Anhinga anhinga (Amerikaanse slangenhalsvogel)

Fregatidae
1. Fregata magnificens

### Ciconiiformes

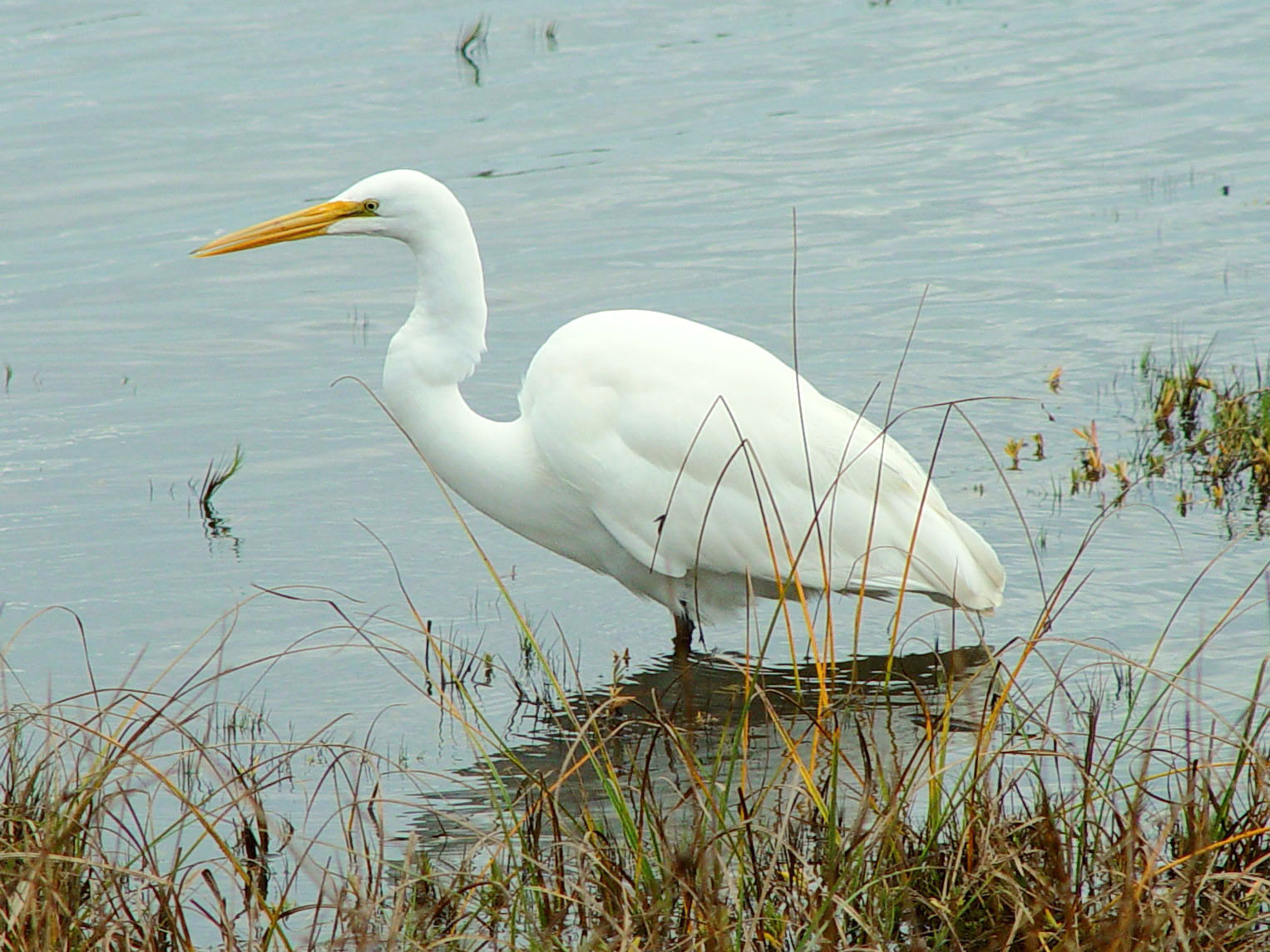
¨Ardea alba

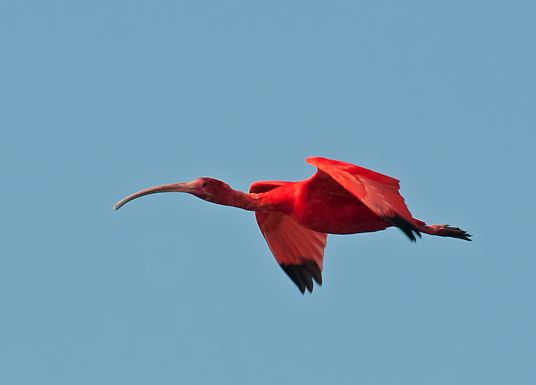
Eudocimus ruber

Ardeidae
1. Agamia agami
2. Ardea alba
3. Ardea cocoi
4. Ardea herodias
5. Botaurus pinnatus
6. Bubulcus ibis
7. Butorides striata
8. Cochlearius cochlearius
9. Egretta tricolor
10. Egretta rufescens
11. Egretta thula
12. Egretta caerulea
13. Ixobrychus exilis
14. Ixobrychus involucris
15. Nycticorax nycticorax
16. Pilherodius pileatus
17. Syrigma sibilatrix
18. Tigrisoma fasciatum
19. Tigrisoma lineatum
20. Tigrisoma mexicanum
21. Zebrilus undulatus

Threskiornithidae
1. Cercibis oxycerca
2. Eudocimus albus
3. Eudocimus ruber
4. Mesembrinibis cayennensis
5. Phimosus infuscatus
6. Platalea ajaja
7. Plegadis falcinellus
8. Theristicus caudatus

Ciconiidae
1. Ciconia maguari
2. Jabiru mycteria
3. Mycteria americana

### Falconiformes

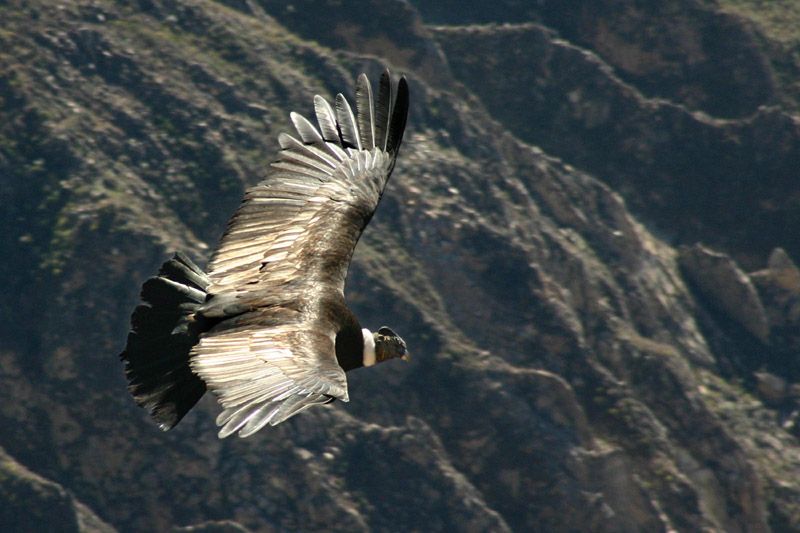
Vultur gryphus

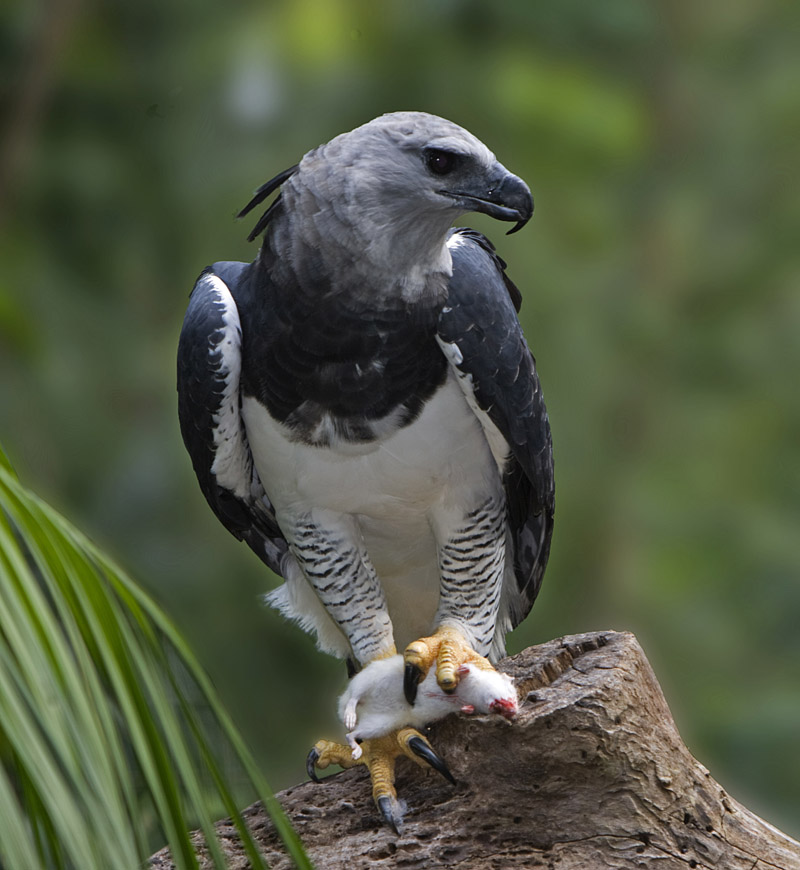
Harpia harpyja

Cathartidae
1. Cathartes aura
2. Cathartes melambrotus
3. Sarcorhamphus papa
4. Vultur gryphus - andescondor

Pandionidae
1. Pandion haliaetus

Accipitridae
1. Accipiter collaris
2. Accipiter striatus
3. Accipiter superciliosus
4. Busarellus nigricollis
5. Buteo magnirostris
6. Buteo leucorrhous
7. Buteo albicaudatus
8. Buteogallus anthracinus
9. Buteogallus meridionalis
10. Chondrohierax uncinatus
11. Circus buffoni
12. Circus cinereus
13. Elanoides forficatus
14. Elanus leucurus
15. Gampsonyx swainsonii
16. Harpagus bidentatus
17. Harpia harpyja
18. Harpyhaliaetus solitarius
19. Helicolestes hamatus
20. Ictinia plumbea
21. Leptodon cayanensis
22. Leucopternis albicollis
23. Leucopternis melanops
24. Leucopternis plumbea
25. Morphnus guianensis
26. Parabuteo unicinctus
27. Rostrhamus sociabilis
28. Spizaetus isidori

Falconidae
1. Caracara cheriway
2. Daptrius ater
3. Falco deiroleucus
4. Falco rufigularis
5. Falco peregrinus
6. Herpetotheres cachinnans
7. Ibycter americanus
8. Micrastur gilvicollis
9. Micrastur mirandollei
10. Micrastur plumbeus
11. Phalcoboenus carunculatus

### Gruiformes
Aramida
1. Aramus guarauna

- † Aramus paludigrus - Villavieja-formatie - Mioceen - La Venta

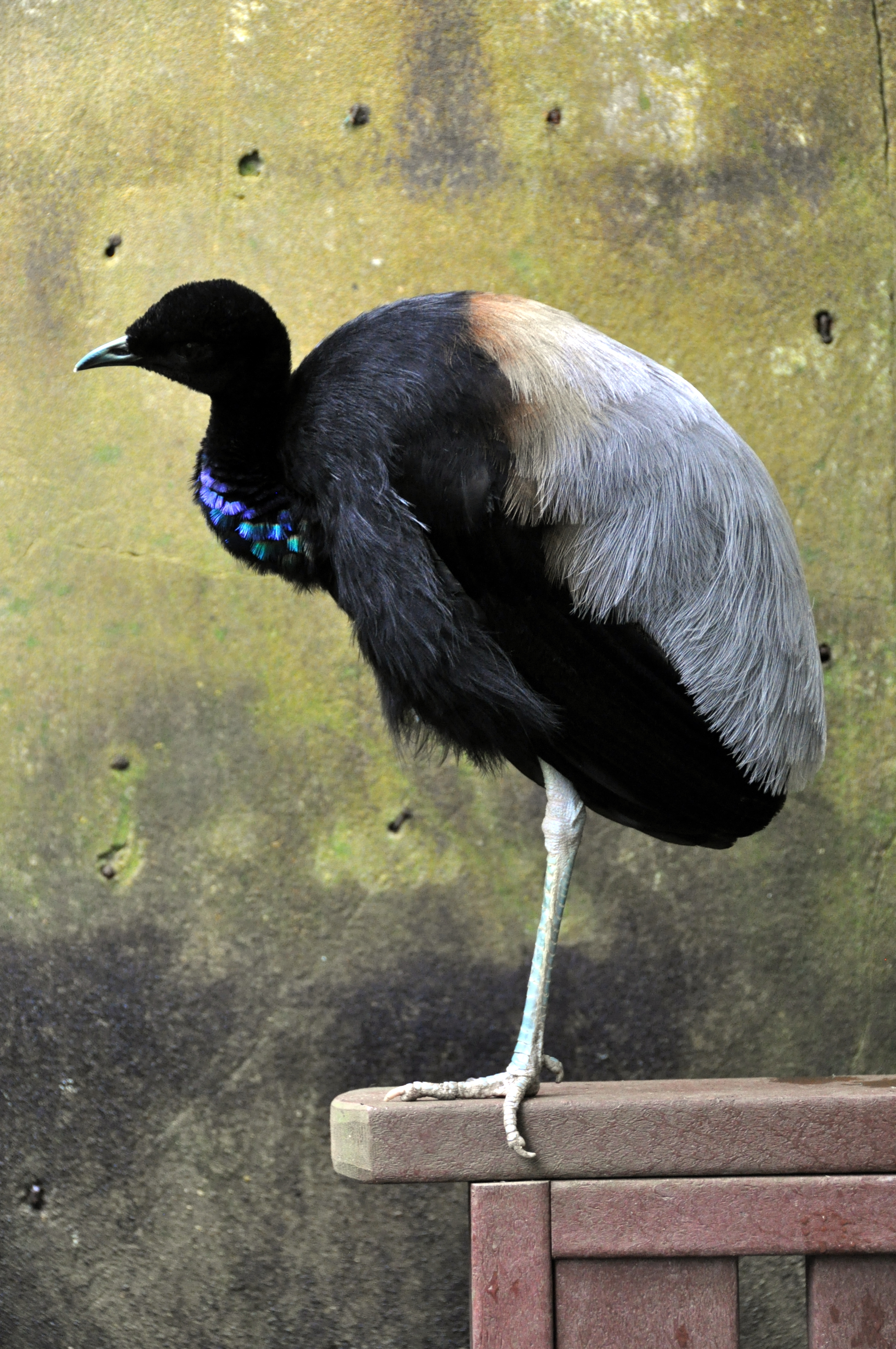
Psophia crepitans

Psophiidae
1. Psophia crepitans
2. Psophia leucoptera

Rallidae
1. Anurolimnas viridis
2. Aramides cajanea
3. Aramides wolfi
4. Coturnicops notatus
5. Fulica americana
6. Gallinula melanops
7. Laterallus exilis
8. Neocrex colombiana
9. Neocrex erythrops
10. Pardirallus maculatus
11. Porphyrio martinica
12. Porzana albicollis
13. Porzana carolina
14. Porzana flaviventer
15. Rallus longirostris
16. Rallus semiplumbeus

Heliornithidae
1. Heliornis fulica

Eurypygidae
1. Eurypyga helias

### Charadriiformes

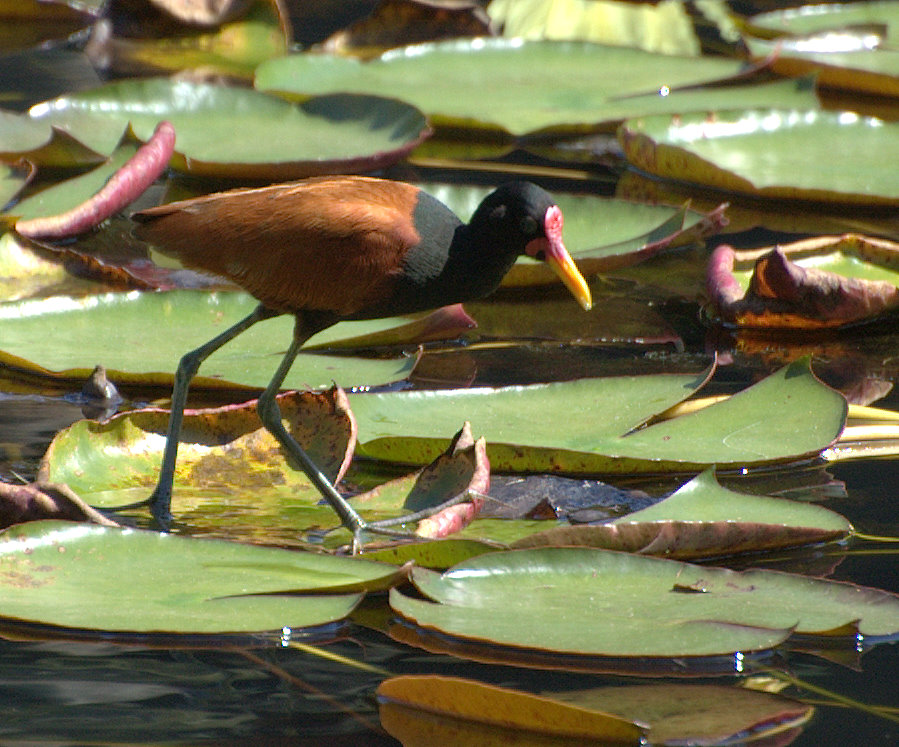
´´Jacana jacana

Charadriidae
1. Charadrius alexandrinus
2. Charadrius collaris
3. Pluvialis dominica
4. Vanellus resplendens

Haematopodidae
1. Haematopus palliatus

Recurvirostridae
1. Himantopus mexicanus

Burhinidae
1. Burhinus bistriatus

Scolopacidae
1. Calidris minutilla
2. Arenaria interpres
3. Bartramia longicauda
4. Gallinago imperialis
5. Gallinago jamesoni
6. Gallinago undulata
7. Limnodromus griseus
8. Limosa fedoa
9. Numenius americanus
10. Phalaropus tricolor
11. Phalaropus lobatus
12. Tringa solitaria

Jacanidae
1. Jacana jacana

Stercorariidae
1. Catharacta skua
2. Stercorarius pomarinus

Laridae
1. Anous stolidus
2. Creagrus furcatus
3. Gygis alba
4. Larosterna inca
5. Leucophaeus modestus
6. Onychoprion fuscatus
7. Sterna hirundo
8. Sternula superciliaris
9. Thalasseus maximus
10. Thalasseus sandvicensis

Rynchopidae
1. Rynchops niger

### Columbiformes

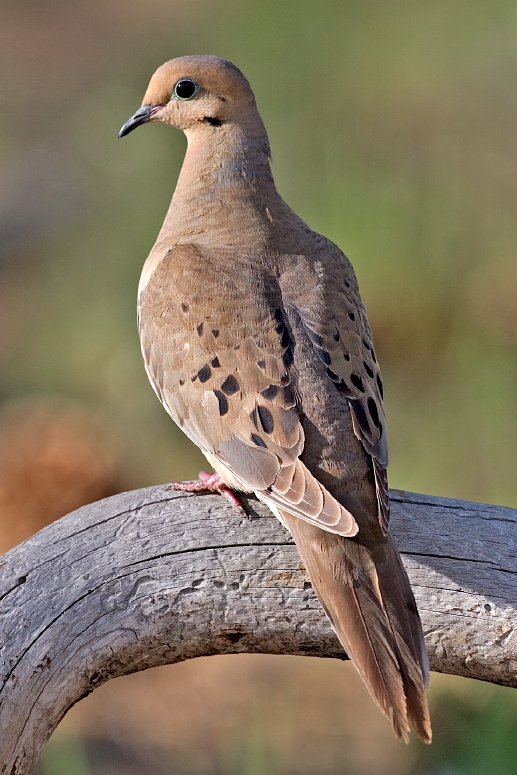
Zenaida macroura

Columbidae
1. Colonia colonus
2. Columbina minuta
3. Columbina passerina
4. Columbina picui
5. Claravis mondetoura
6. Patagioenas fasciata
7. Patagioenas leucocephala
8. Patagioenas nigrirostris
9. Patagioenas speciosa
10. Patagioenas subvinacea
11. Zenaida macroura
12. Leptosittaca branickii
13. Leptotila conoveri
14. Leptotila pallida
15. Leptotila plumbeiceps
16. Leptotila rufaxilla
17. Leptotila verreauxi
18. Geotrygon goldmani
19. Geotrygon violacea

### Psittaciformes

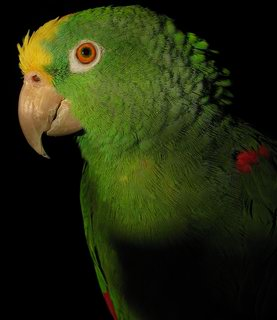
Amazona ochrocephala.

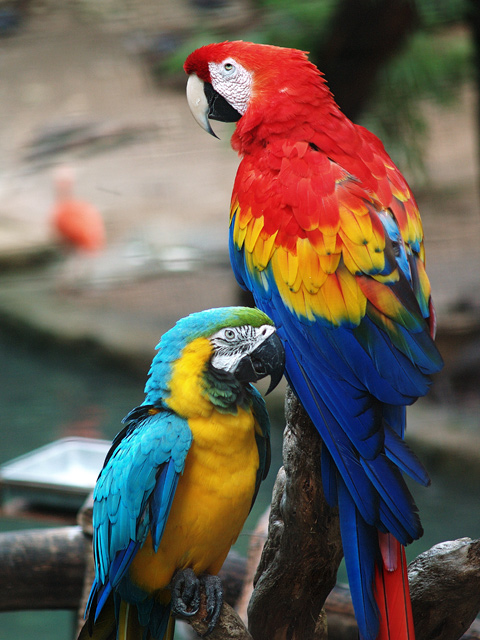
Ara macao (rechts) y Ara ararauna (links).

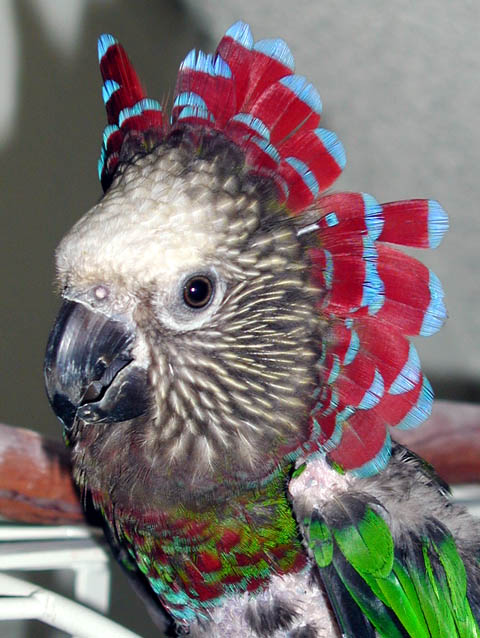
Deroptyus accipitrinus.

Psittacidae
1. Amazona amazonica
2. Amazona autumnalis
3. Amazona farinosa
4. Amazona festiva
5. Amazona ochrocephala
6. Ara ambiguus
7. Ara ararauna
8. Ara chloropterus
9. Ara macao
10. Ara militaris
11. Ara severus
12. Aratinga acuticaudata
13. Aratinga leucophthalmus
14. Aratinga pertinax
15. Aratinga wagleri
16. Aratinga weddellii
17. Bolborhynchus ferrugineifrons
18. Bolborhynchus lineola
19. Brotogeris cyanoptera
20. Brotogeris jugularis
21. Brotogeris sanctithomae
22. Brotogeris versicolurus
23. Deroptyus accipitrinus
24. Forpus passerinus
25. Forpus xanthopterygius
26. Graydidascalus brachyurus
27. Hapalopsittaca amazonina
28. Hapalopsittaca fuertesi
29. Leptosittaca branickii
30. Orthopsittaca manilata
31. Ognorhynchus icterotis
32. Pionites melanocephalus
33. Pionus chalcopterus
34. Pionus fuscus
35. Pionus menstruus
36. Pionus sordidus
37. Pionus tumultuosus
38. Pyrilia barrabandi
39. Pyrilia haematotis
40. Pyrilia pulchra
41. Pyrilia pyrilia
42. Pyrrhura calliptera
43. Pyrrhura melanura
44. Pyrrhura picta
45. Pyrrhura viridicata
46. Touit batavicus
47. Touit dilectissimus
48. Touit huetii
49. Touit purpuratus
50. Touit sticopterus

### Cuculiformes

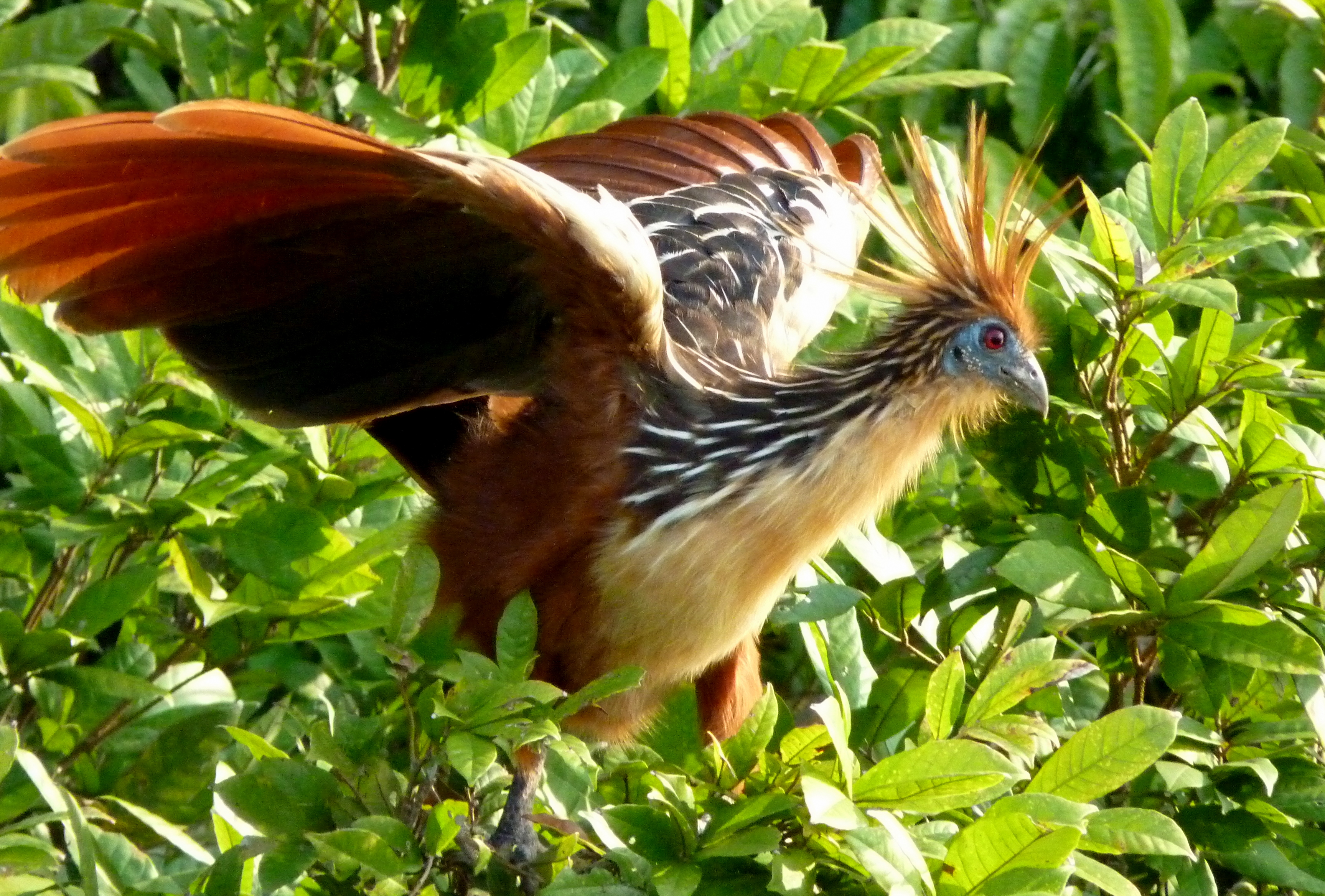
Opisthocomus hoazin.

Cuculidae
1. Coccycua minuta
2. Coccyzus melacoryphus
3. Coccyzus euleri
4. Crotophaga major
5. Crotophaga ani
6. Crotophaga sulcirostris
7. Dromococcyx phasianellus
8. Neomorphus geoffroyi
9. Neomorphus pucheranii
10. Neomorphus radiolosus
11. Piaya cayana
12. Piaya melanogaster
13. Tapera naevia

### Opisthocomiformes
Opisthocomidae
1. Opisthocomus hoazin

- Hoazinoides †

### Strigiformes

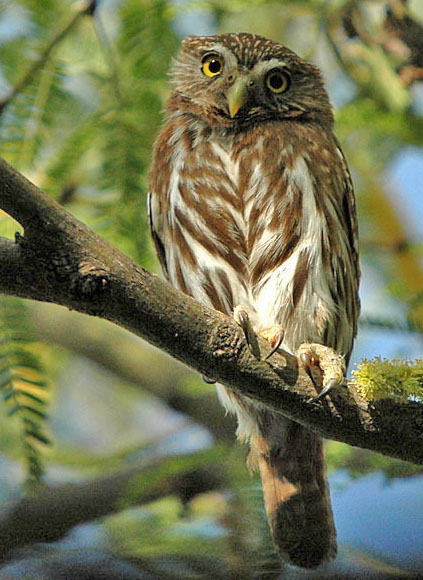
Glaucidium brasilianum

Tytonidae
1. Tyto alba

Strigidae
1. Aegolius harrisii
2. Asio stygius
3. Athene cunicularia
4. Bubo virginianus
5. Ciccaba virgata
6. Glaucidium brasilianum
7. Glaucidium nubicola
8. Lophostrix cristata
9. Megascops centralis
10. Megascops colombianus
11. Megascops watsonii
12. Pseudoscops clamator
13. Pulsatrix perspicillata

### Caprimulgiformes
Steatornithidae
1. Steatornis caripensis

Nyctibiidae
1. Nyctibius aethereus
2. Nyctibius maculosus

Caprimulgidae
1. Caprimulgus carolinensis
2. Caprimulgus longirostris
3. Chordeiles acutipennis
4. Chordeiles pusillus
5. Lurocalis semitorquatus
6. Nyctiphrynus rosenbergi
7. Uropsalis lyra

### Apodiformes
Apodidae
1. Chaetura brachyura
2. Chaetura meridionalis
3. Cypseloides cherriei
4. Cypseloides lemosi
5. Panyptila cayennensis
6. Streptoprocne rutila
7. Tachornis furcata
8. Tachornis squamata

### Trochiliformes
Trochilidae
1. Adelomyia melanogenys
2. Aglaeactis cupripennis
3. Aglaiocercus coelestis
4. Aglaiocercus kingi
5. Amazilia castaneiventris
6. Amazilia cyanifrons
7. Amazilia edward
8. Amazilia franciae
9. Amazilia fimbriata
10. Amazilia rosenbergi
11. Amazilia saucerrottei
12. Amazilia tzacatl
13. Amazilia versicolor
14. Amazilia viridigaster
15. Androdon aequatorialis
16. Anthracothorax prevostii
17. Anthocephala floriceps
18. Archilochus colubris
19. Boissonneaua flavescens
20. Boissonneaua jardini
21. Calliphlox mitchellii
22. Campylopterus largipennis
23. Campylopterus phainopeplus
24. Chalcostigma herrani
25. Chalcostigma heteropogon
26. Chalybura urochrysia
27. Chaetocercus heliodor
28. Chaetocercus mulsant

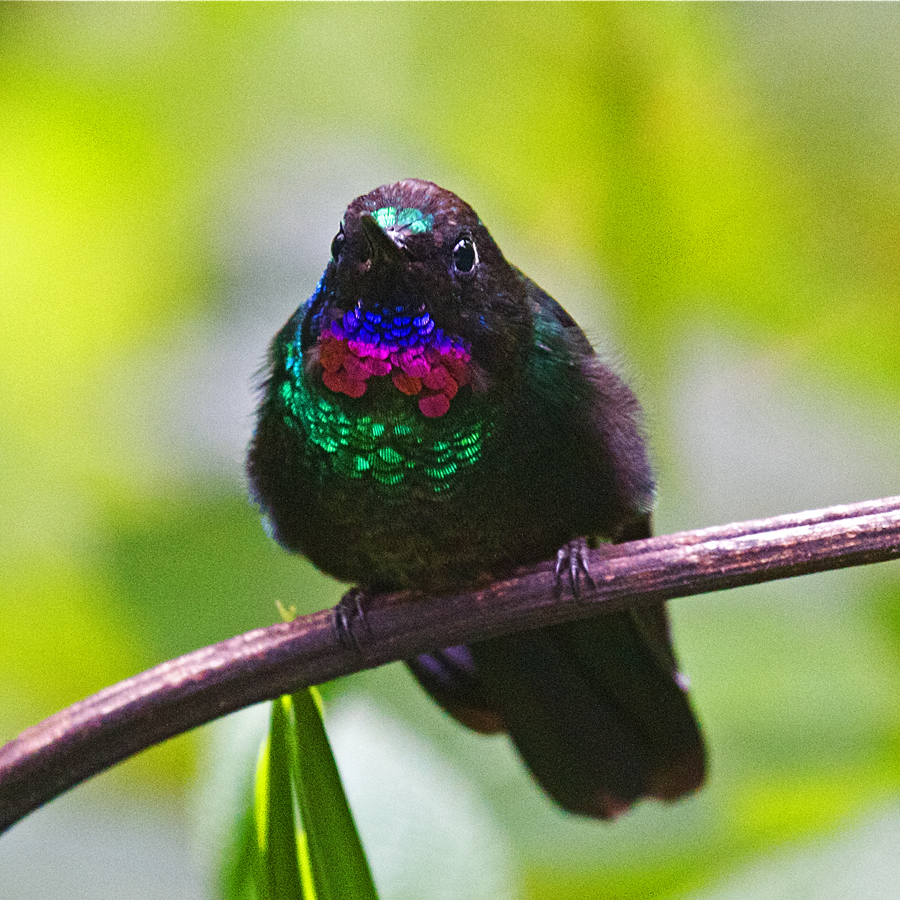
Heliangelus exortis

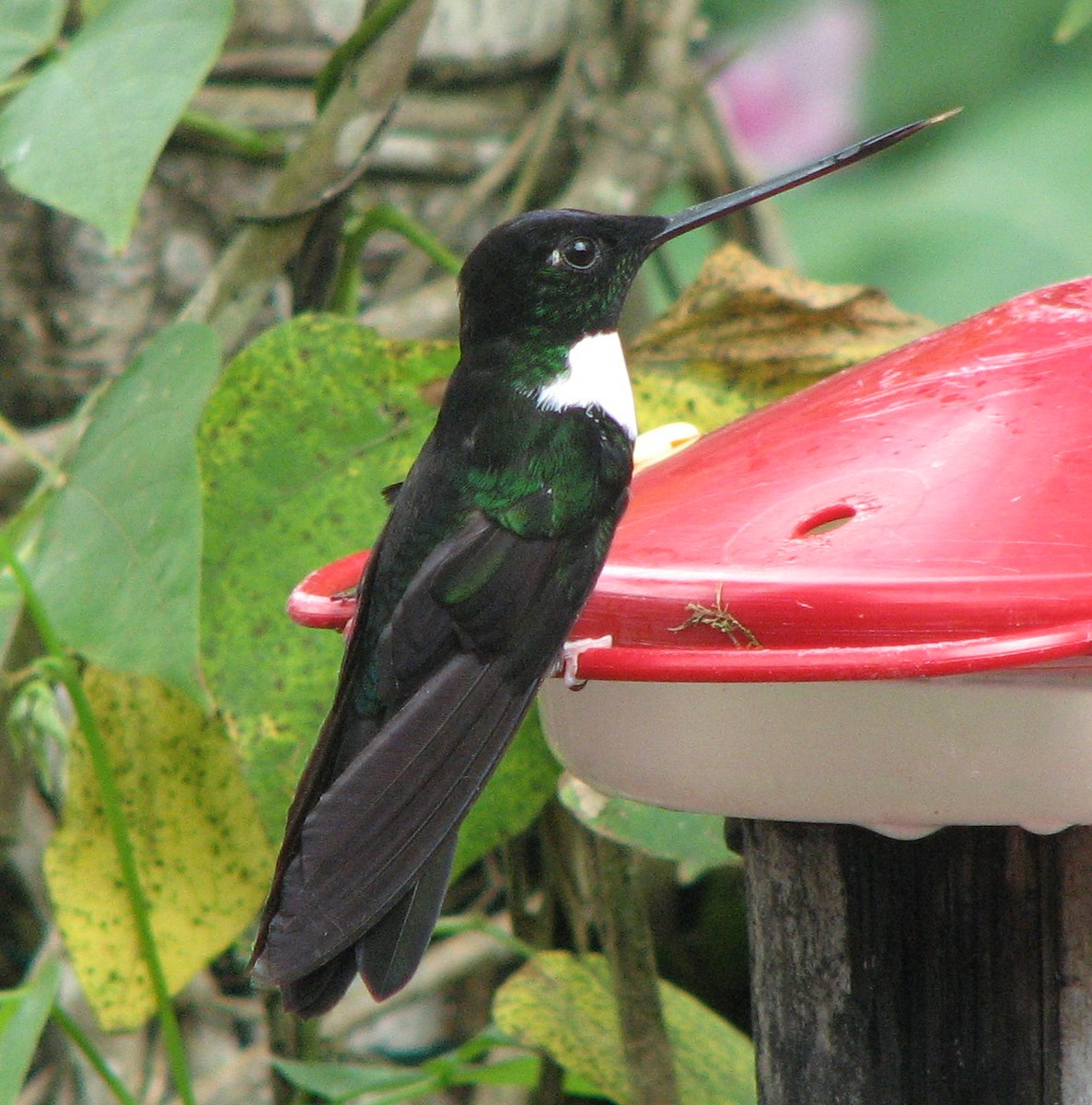
Coeligena torquata

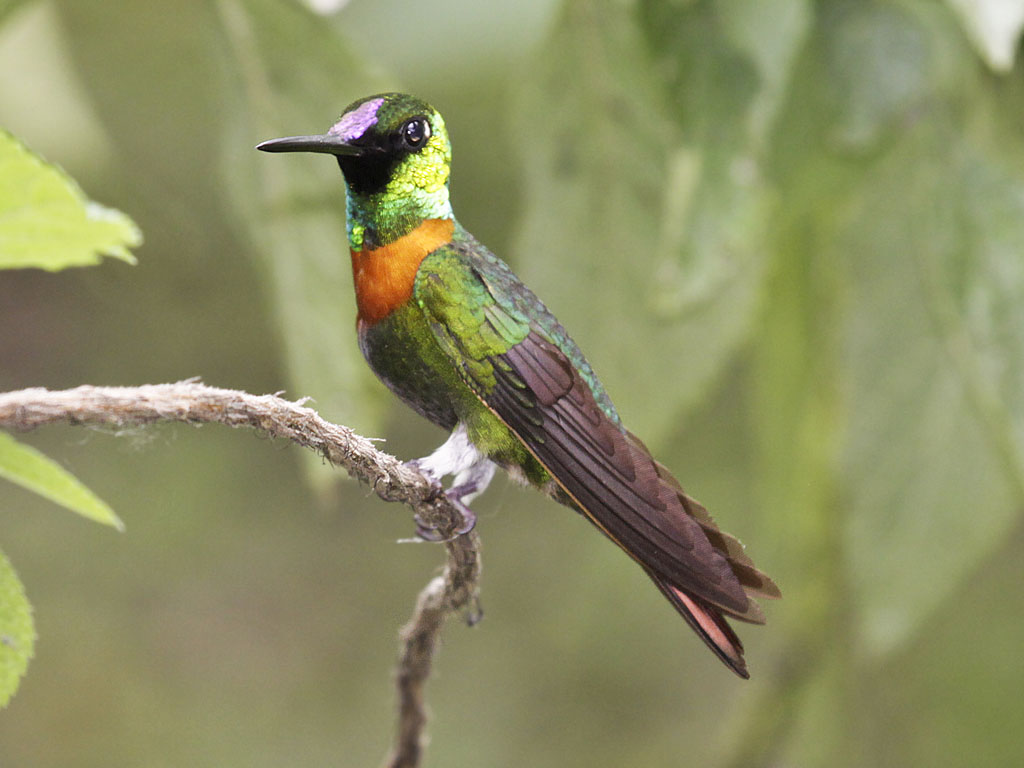
Heliodoxa aurescens

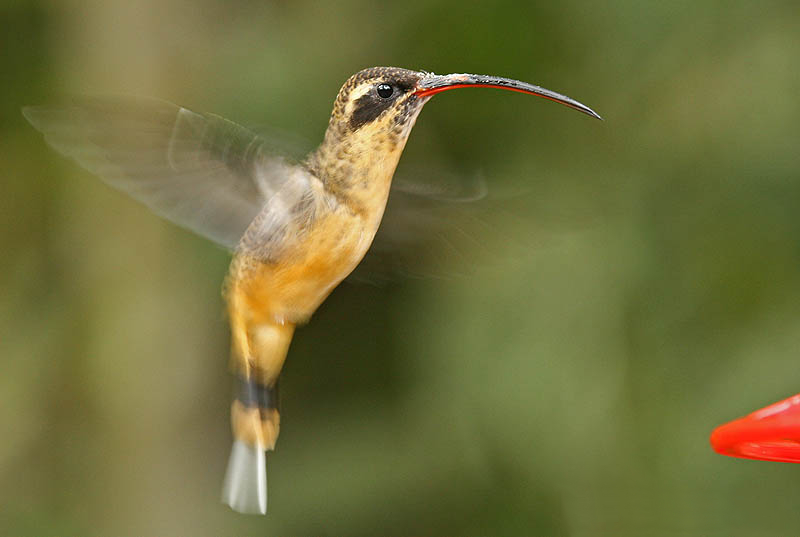
Phaethornis syrmatophorus

29. Chlorostilbon mellisugus (Blauwstaartsmaragdkolibrie)
30. Chlorostilbon melanorhynchus (West-Andessmaragdkolibrie)
31. Chlorostilbon notatus
32. Chrysolampis mosquitus
33. Coeligena orina
34. Coeligena phalerata
35. Coeligena prunellei
36. Coeligena torquata
37. Coeligena wilsoni
38. Colibri delphinae
39. Colibri coruscans
40. Colinus cristatus
41. Damophila julie
42. Discosura conversii
43. Discosura popelairii
44. Doryfera johannae
45. Glaucis aeneus
46. Glaucis hirsuta
47. Ensifera ensifera
48. Eriocnemis cupreoventris
49. Eriocnemis godini
50. Eriocnemis isabellae
51. Eriocnemis luciani
52. Eriocnemis mirabilis
53. Eutoxeres aquila
54. Eutoxeres condamini
55. Haplophaedia lugens
56. Heliangelus exortis
57. Heliangelus mavors
58. Heliangelus strophianus
59. Heliangelus zusii
60. Heliodoxa aurescens
61. Heliothryx auritus
62. Heliothryx barroti
63. Heliodoxa gularis
64. Heliodoxa imperatrix
65. Heliodoxa rubinoides
66. Heliomaster furcifer
67. Heliomaster longirostris
68. Hylocharis cyanus
69. Hylocharis sapphirina
70. Klais guimeti
71. Lafresnaya lafresnayi
72. Lepidopyga lilliae
73. Leucippus fallax
74. Lophornis chalybeus
75. Lophornis delattrei
76. Lophornis stictolophus
77. Metallura iracunda
78. Metallura tyrianthina
79. Ocreatus underwoodii
80. Oxypogon guerinii
81. Patagona gigas
82. Phaethornis augusti
83. Phaethornis longirostris
84. Phaethornis malaris
85. Phaethornis griseogularis
86. Phaethornis guy
87. Phaethornis ruber
88. Phaethornis striigularis
89. Phaethornis syrmatophorus
90. Phlogophilus hemileucurus
91. Polytmus guainumbi
92. Ramphomicron microrhynchum
93. Thalurania fannyi
94. Thalurania furcata
95. Thalurania colombica
96. Threnetes leucurus
97. Threnetes ruckeri
98. Topaza pyra
99. Topaza pella
100. Urochroa bougueri
101. Urosticte benjamini

### Trogoniformes
Trogonidae
1. Phaeochroa cuvierii
2. Pharomachrus auriceps
3. Pharomachrus fulgidus
4. Pharomachrus pavoninus
5. Trogon chionurus
6. Trogon collaris
7. Trogon comptus
8. Trogon curucui
9. Trogon melanurus
10. Trogon personatus
11. Trogon violaceus
12. Trogon viridis

### Coraciiformes

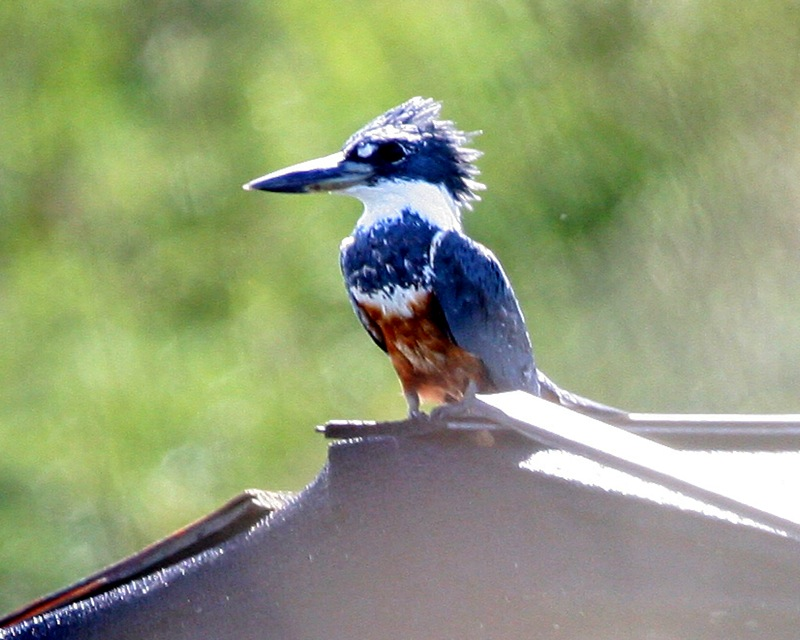
Megaceryle torquata

Alcedinidae
1. Chloroceryle aenea
2. Chloroceryle amazona
3. Chloroceryle americana
4. Chloroceryle inda
5. Megaceryle alcyon
6. Megaceryle torquata

Momotidae
1. Electron platyrhynchum
2. Baryphthengus martii
3. Hylomanes momotula
4. Momotus momota

### Piciformes
Galbulidae
1. Galbalcyrhynchus leucotis
2. Brachygalba goeringi
3. Brachygalba salmoni
4. Galbula albirostris
5. Galbula dea
6. Galbula galbula
7. Galbula leucogastra
8. Galbula pastazae
9. Galbula ruficauda
10. Jacamerops aureus

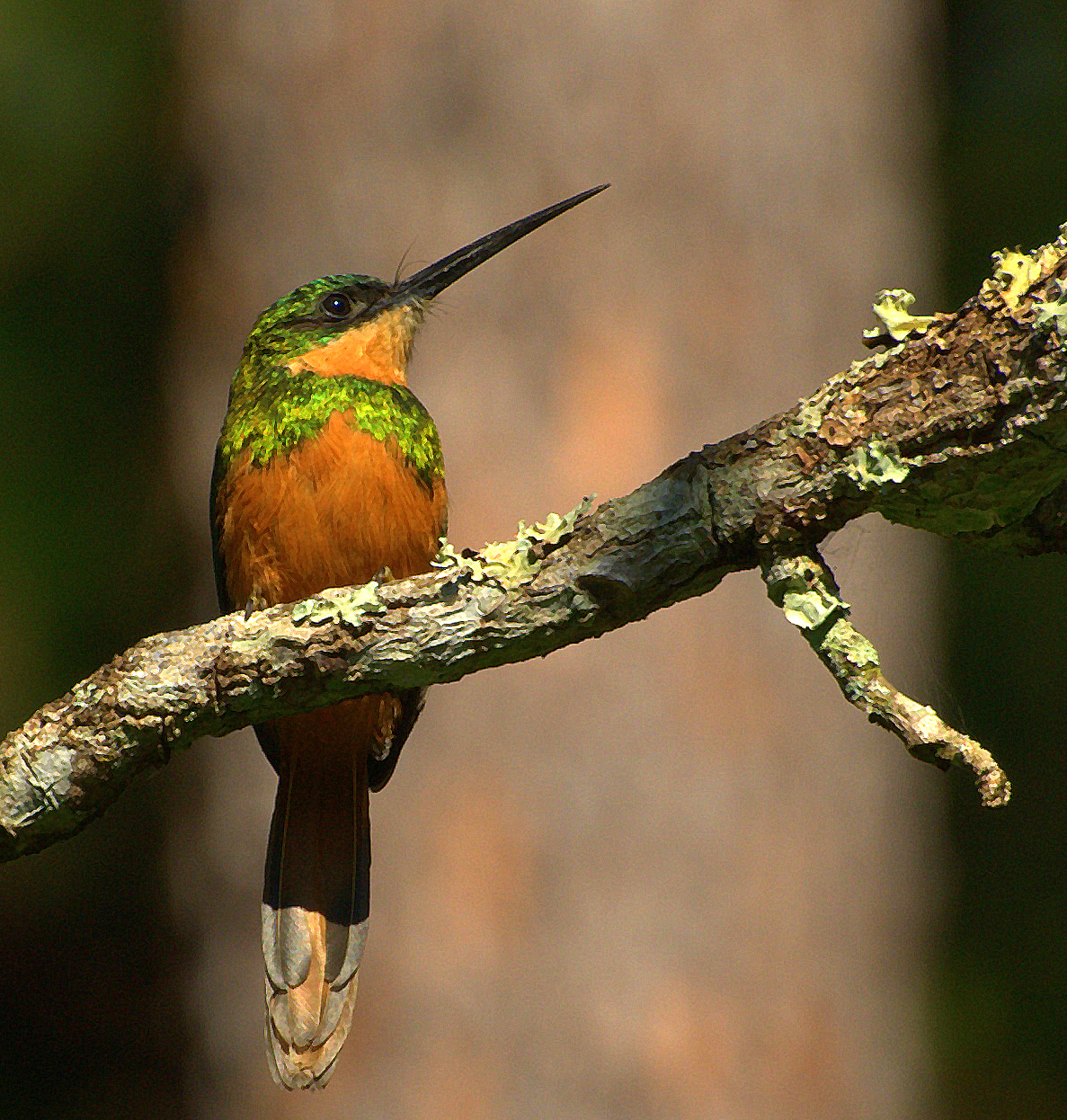
Galbula ruficauda

- † Galbula hylochoreutes - La Victoria-formatie - Mioceen

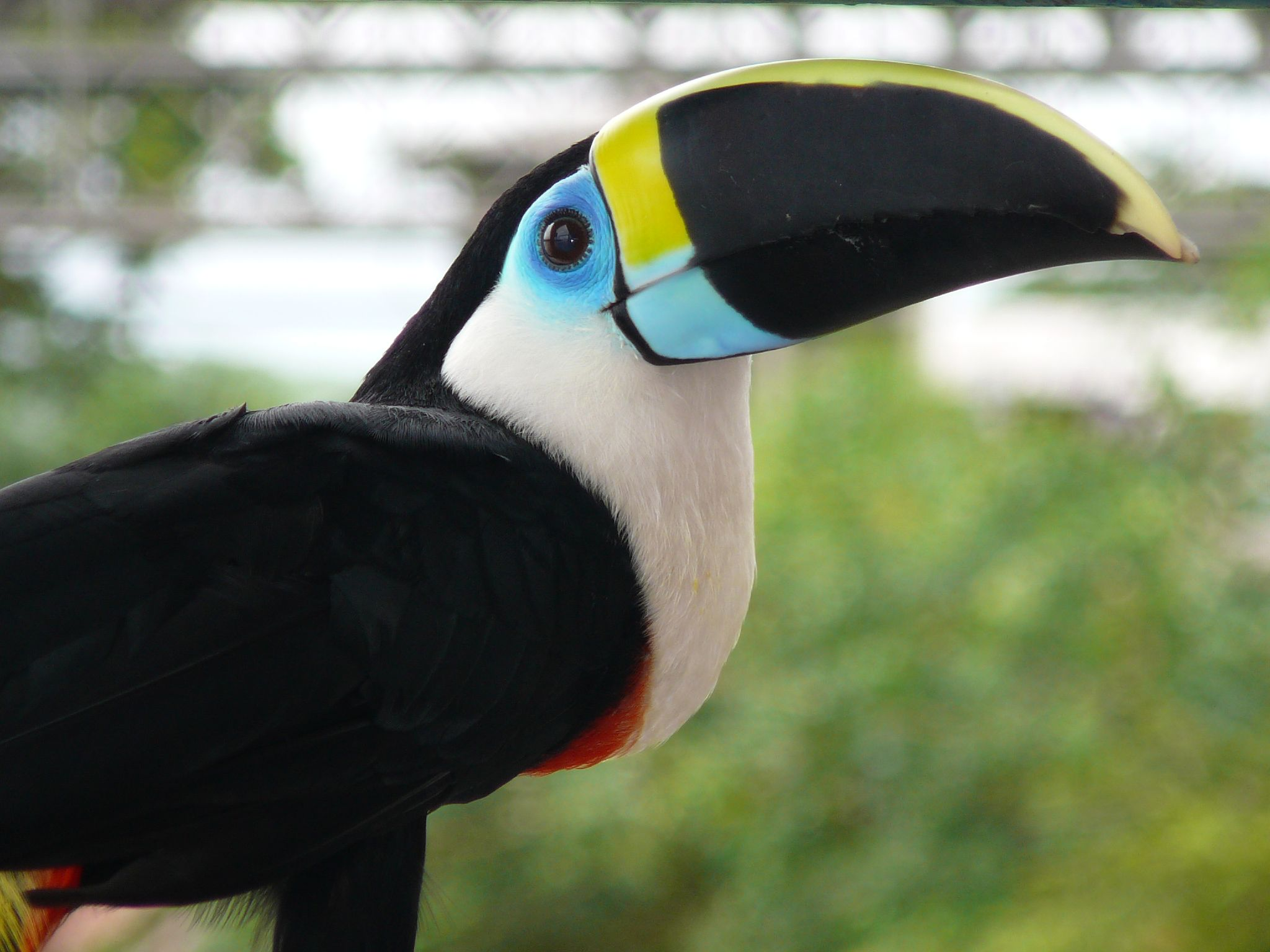
Ramphastos vitellinus

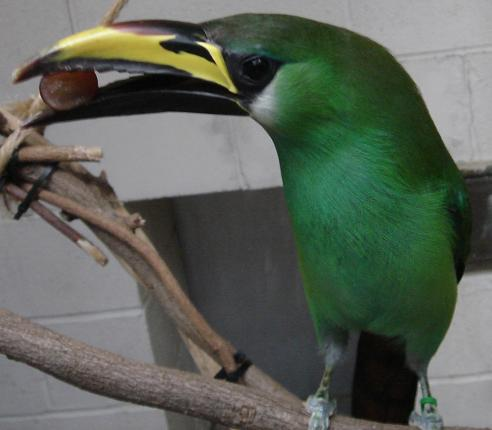
Aulacorhynchus prasinus

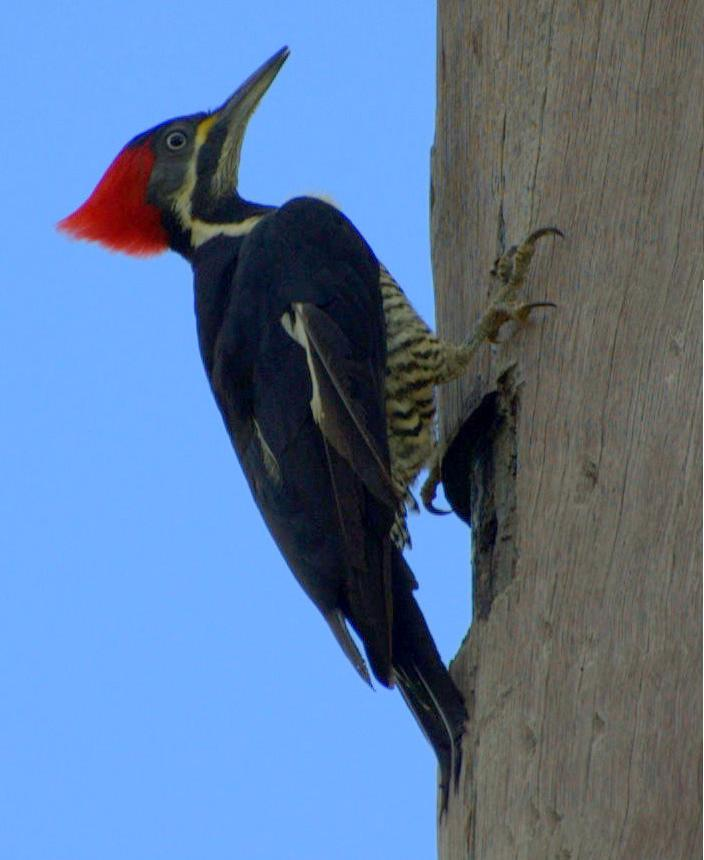
Dryocopus lineatus

Bucconidae
1. Bucco capensis
2. Bucco noanamae
3. Bucco macrodactylus
4. Bucco tamatia
5. Chelidoptera tenebrosa
6. Hapaloptila castanea
7. Hypnelus ruficollis
8. Malacoptila fulvogularis
9. Micromonacha lanceolata
10. Monasa flavirostris
11. Monasa morphoeus
12. Monasa nigrifrons
13. Nonnula brunnea
14. Nonnula frontalis
15. Nonnula rubecula
16. Notharchus hyperrhynchus
17. Nystalus radiatus

Capitonidae
1. Capito auratus
2. Capito quinticolor
3. Capito squamatus
4. Eubucco richardsoni

Semnornithidae
1. Semnornis ramphastinus

Ramphastidae
1. Andigena hypoglauca
2. Andigena laminirostris
3. Andigena nigrirostris
4. Aulacorhynchus derbianus
5. Aulacorhynchus haematopygus
6. Pteroglossus azara
7. Pteroglossus castanotis
8. Pteroglossus pluricinctus
9. Pteroglossus viridis
10. Ramphastos ambiguus
11. Ramphastos brevis
12. Ramphastos tucanus
13. Ramphastos sulfuratus
14. Ramphastos swainsonii
15. Ramphastos vitellinus
16. Selenidera nattereri
17. Selenidera reinwardtii
18. Selenidera spectabilis

Picidae
1. Campephilus melanoleucos
2. Colaptes punctigula
3. Colaptes rivolii
4. Colaptes rubiginosus
5. Celeus elegans
6. Celeus grammicus
7. Celeus torquatus
8. Dryocopus lineatus
9. Melanerpes cruentatus
10. Melanerpes chrysauchen
11. Melanerpes pulcher
12. Picoides fumigatus
13. Piculus chrysochloros
14. Picumnus castelnau
15. Picumnus cinnamomeus
16. Picumnus exilis
17. Picumnus granadensis
18. Picumnus lafresnayi
19. Picumnus pumilus
20. Picumnus rufiventris
21. Picumnus squamulatus
22. Veniliornis chocoensis
23. Veniliornis kirkii

### Passeriformes

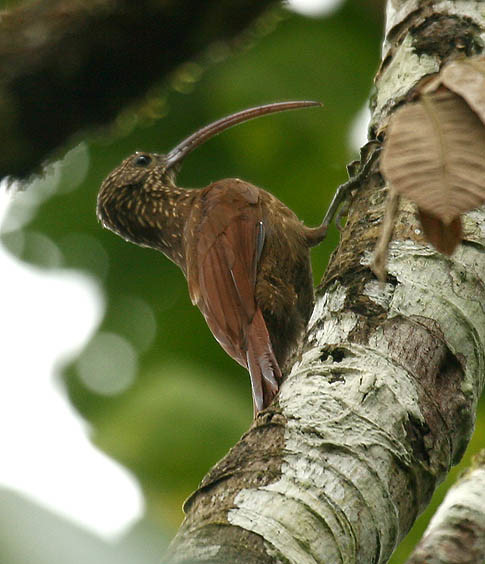
Campylorhamphus trochilirostris

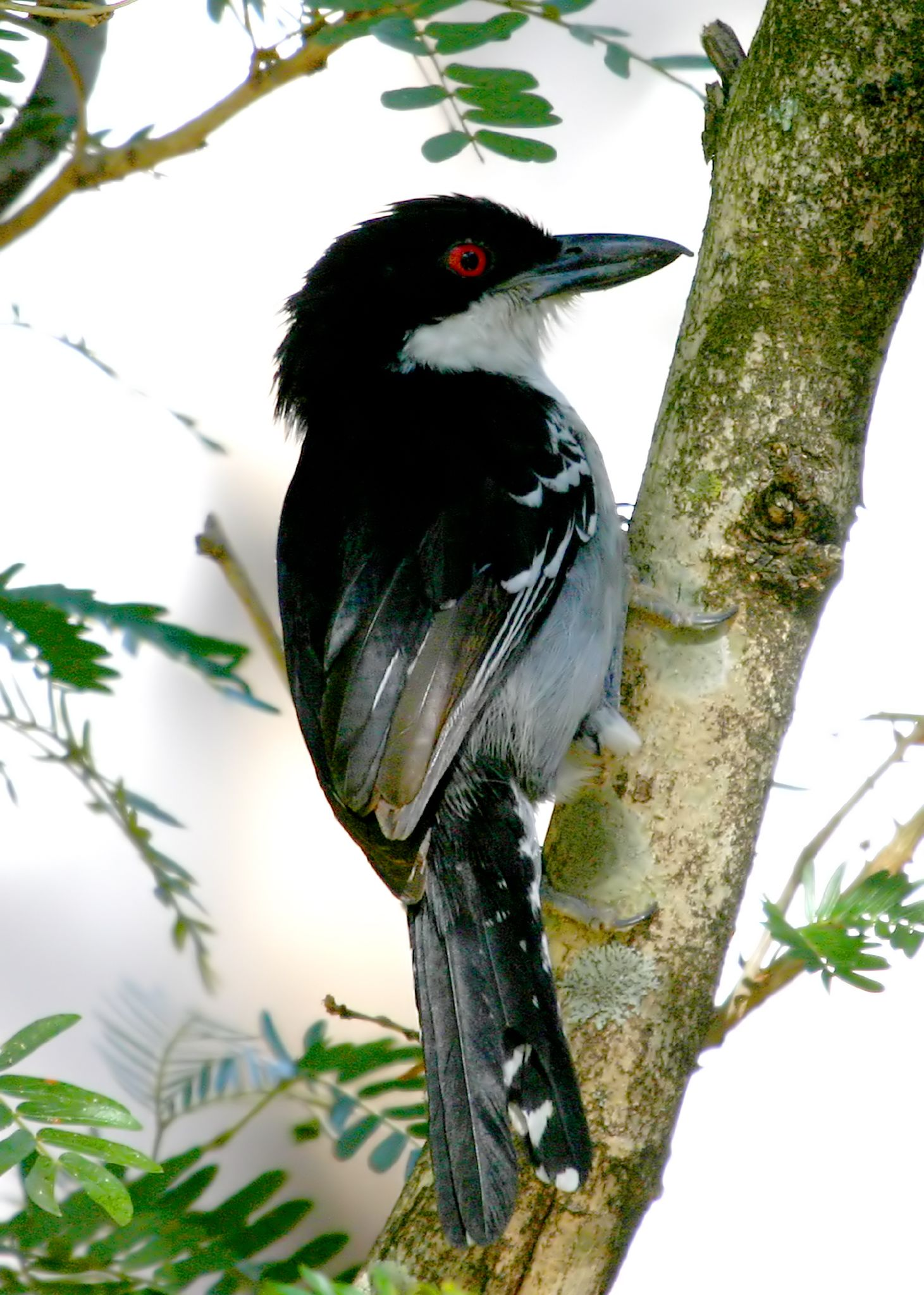
Taraba major.

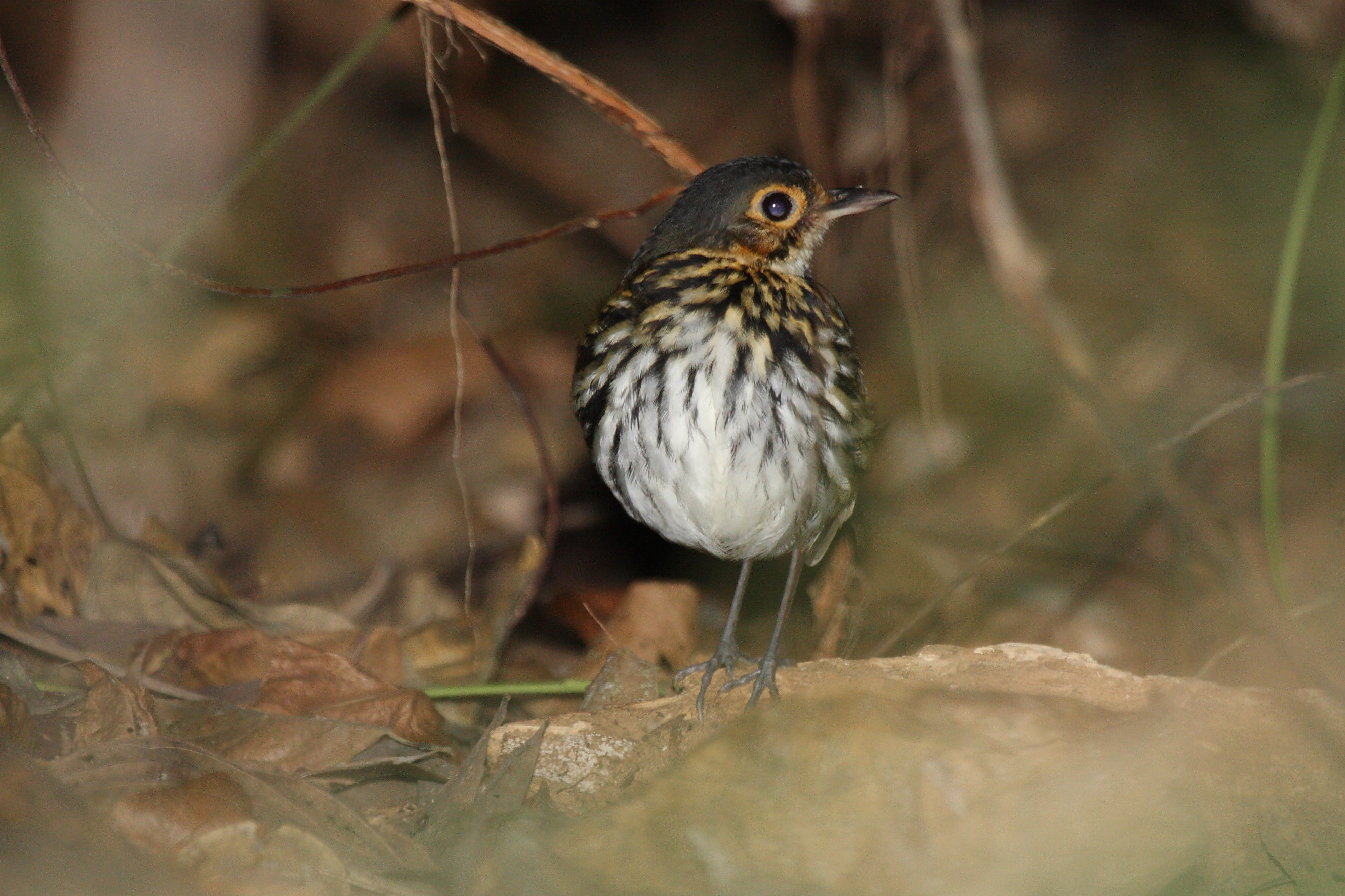
Hylopezus perspicillatus

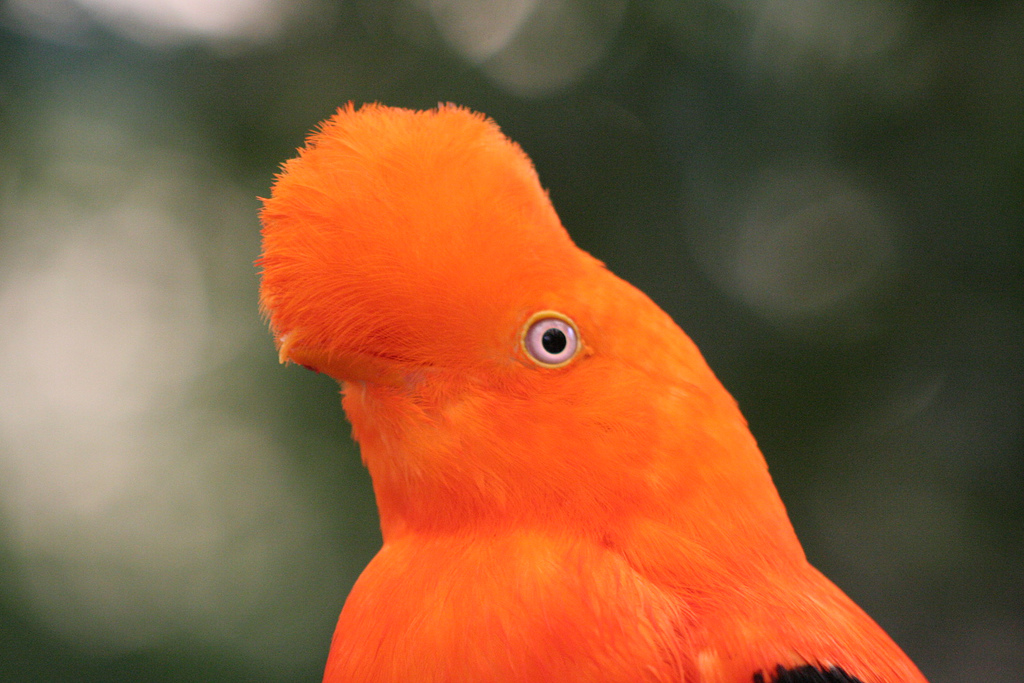
Rupicola peruvianus

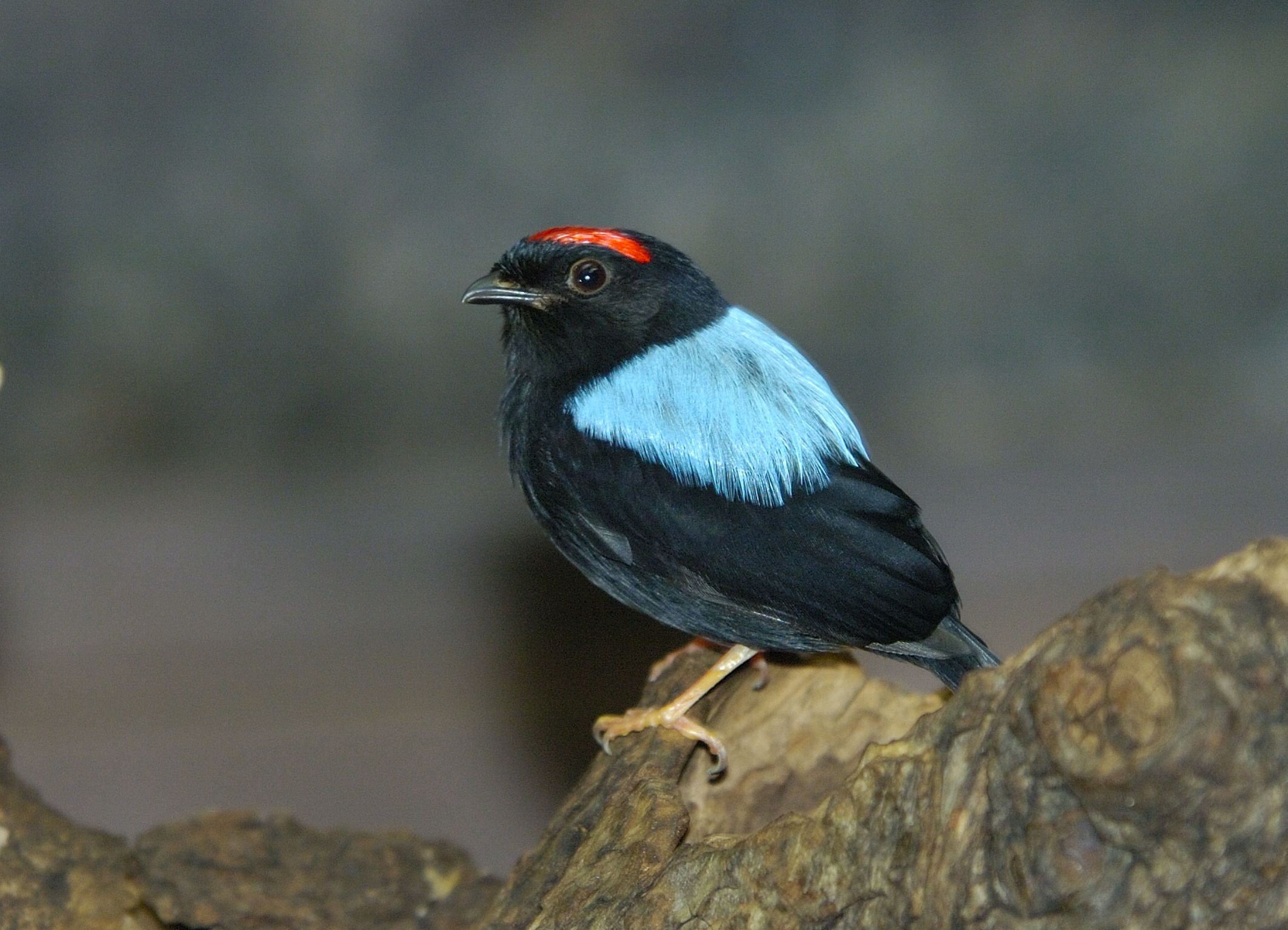
Chiroxiphia pareola.

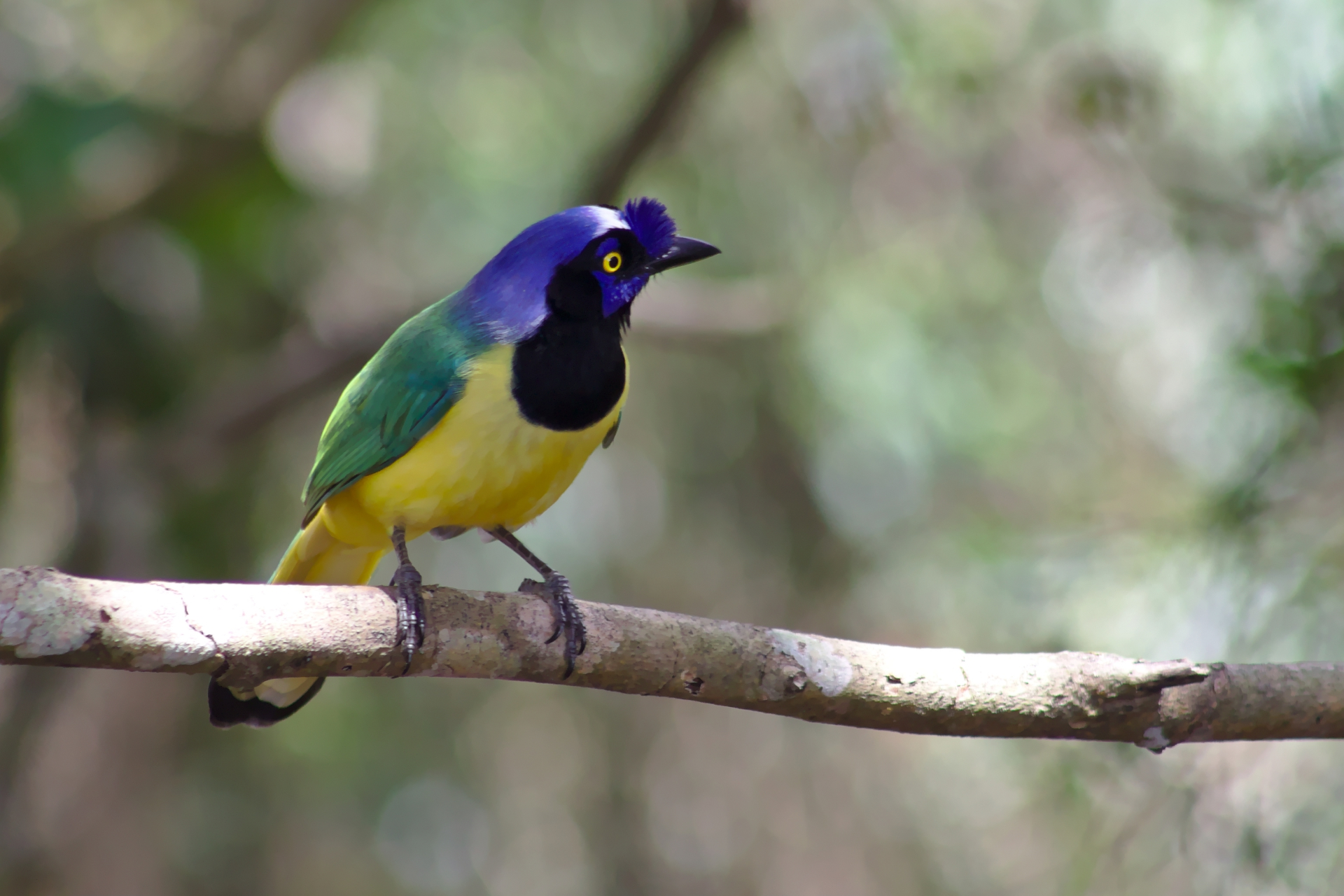
Cyanocorax yncas

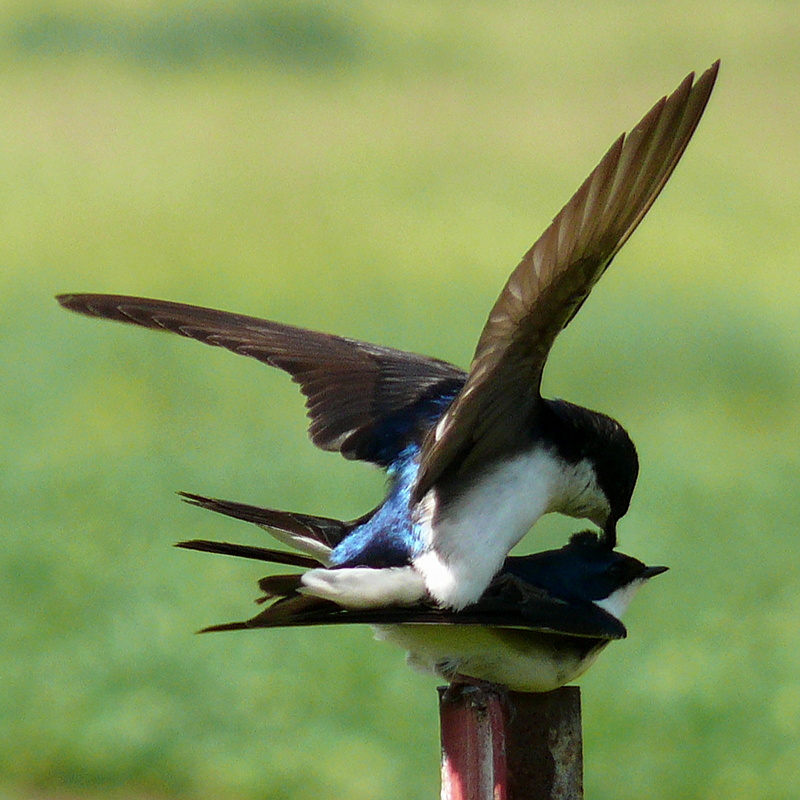
Tachycineta bicolor

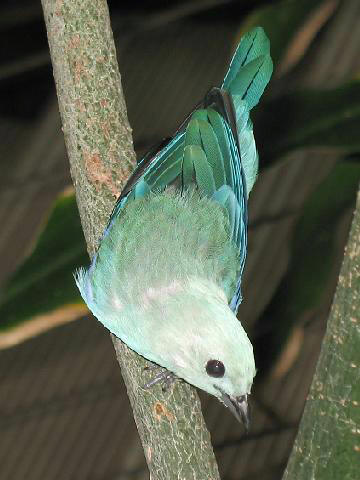
Thraupis episcopus

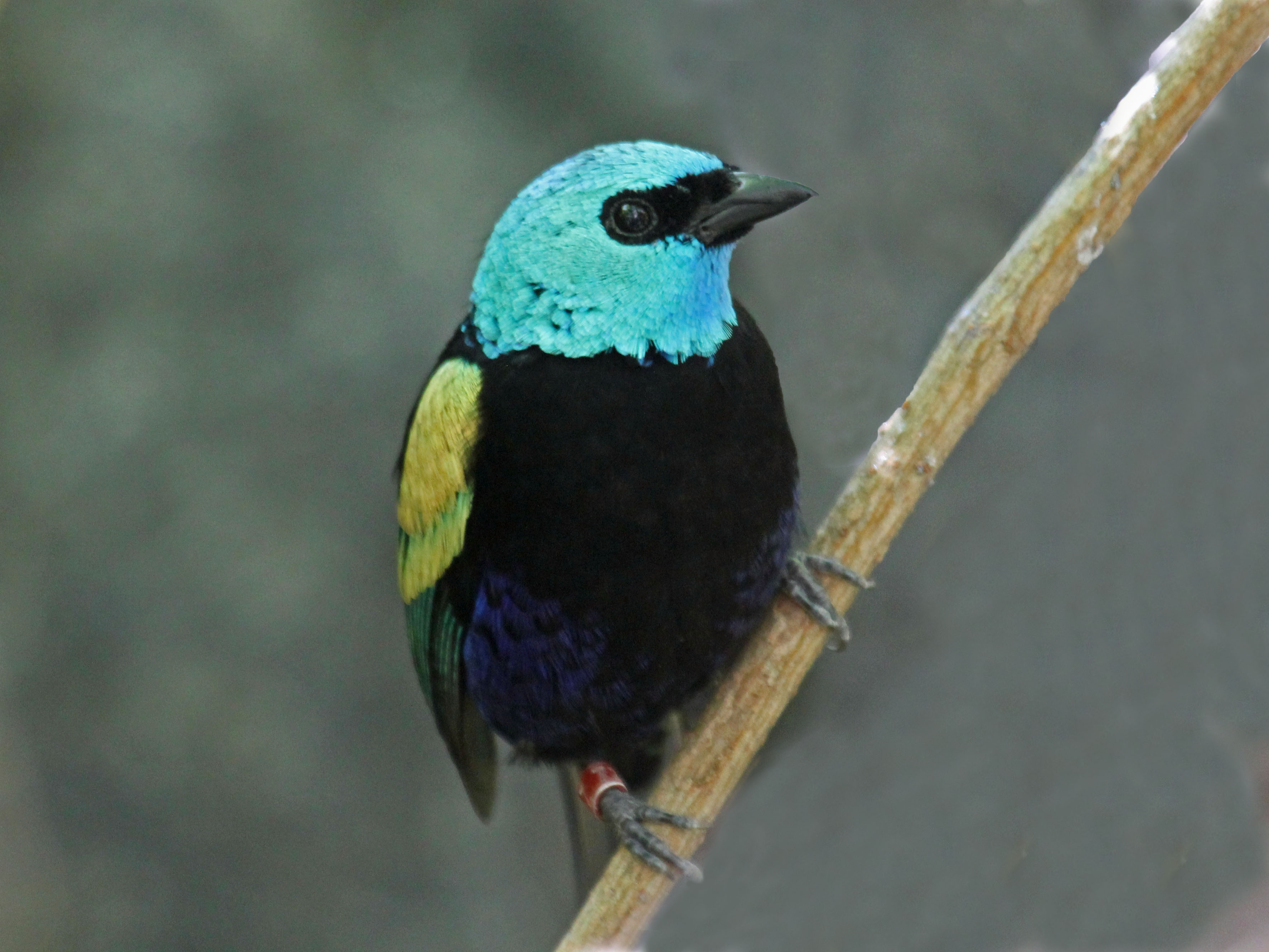
Tangara cyanicollis

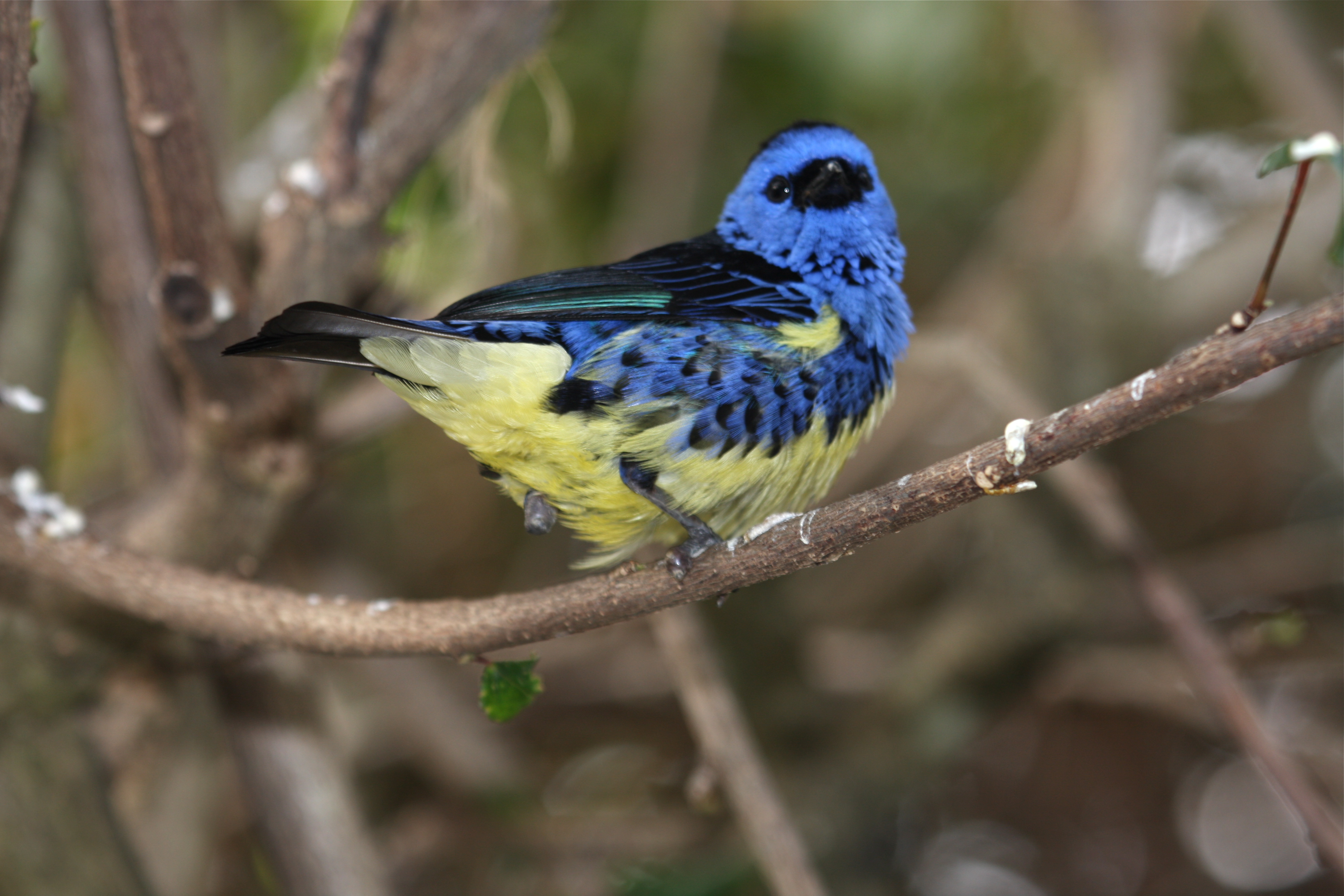
Tangara mexicana

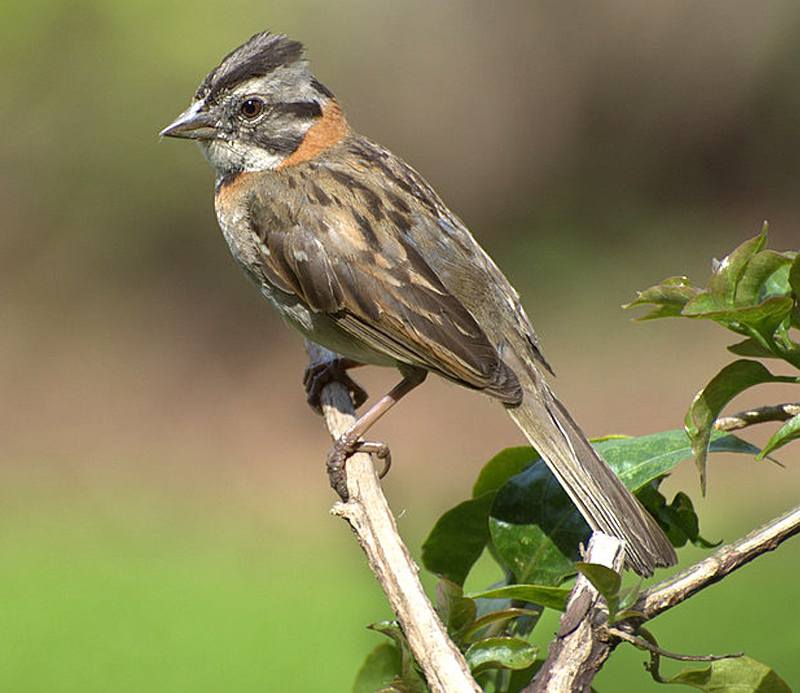
Zonotrichia capensis

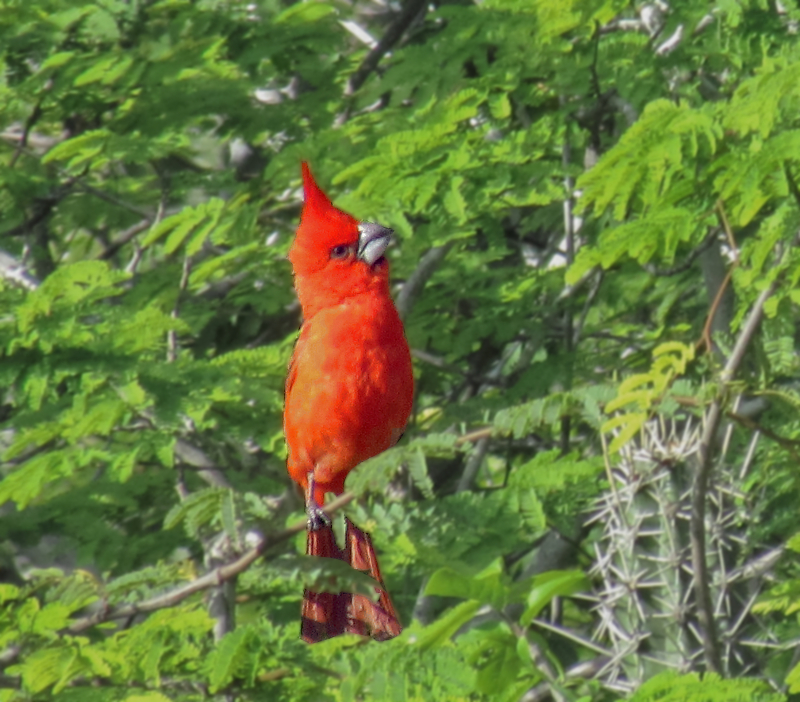
Cardinalis phoeniceus

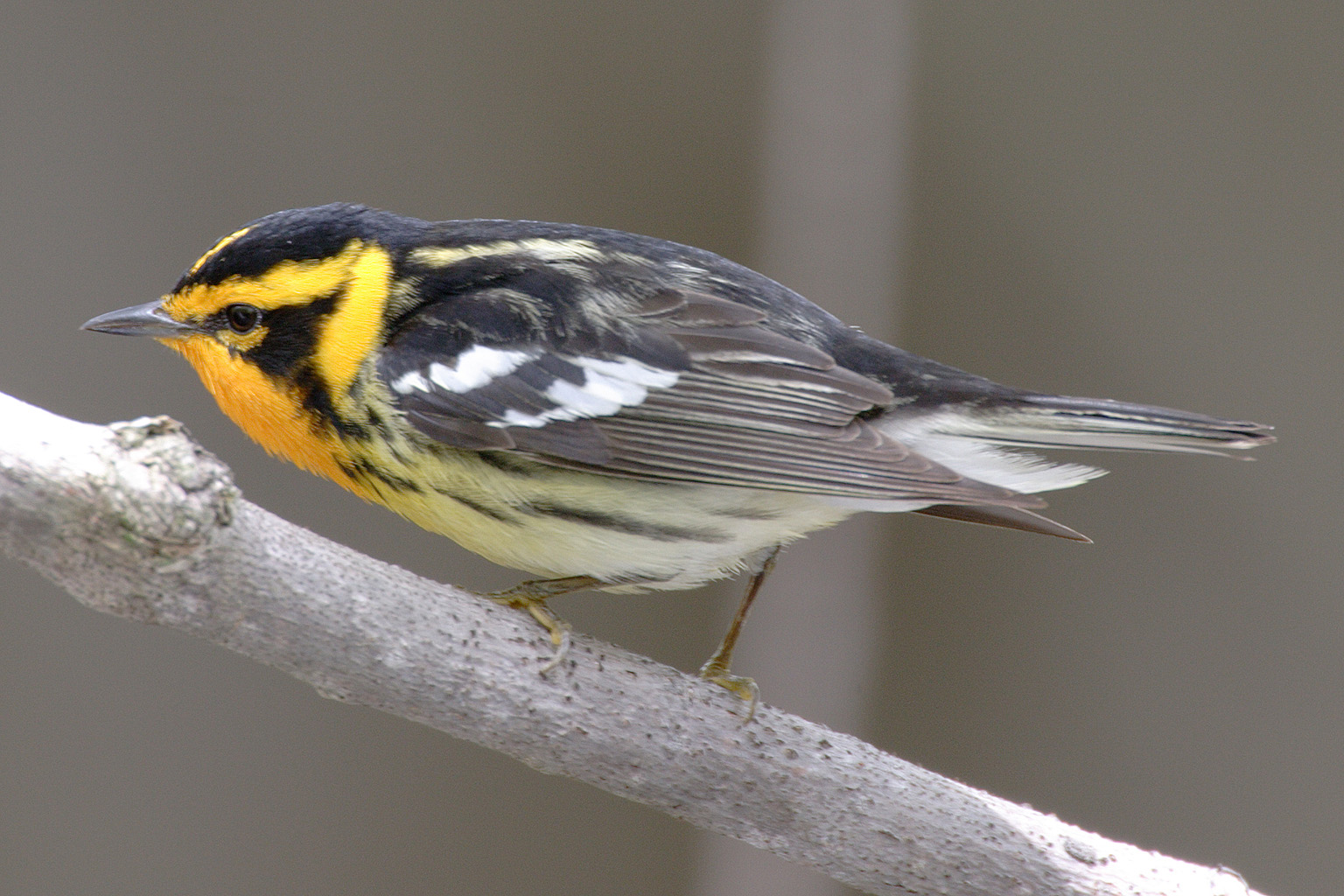
Dendroica fusca

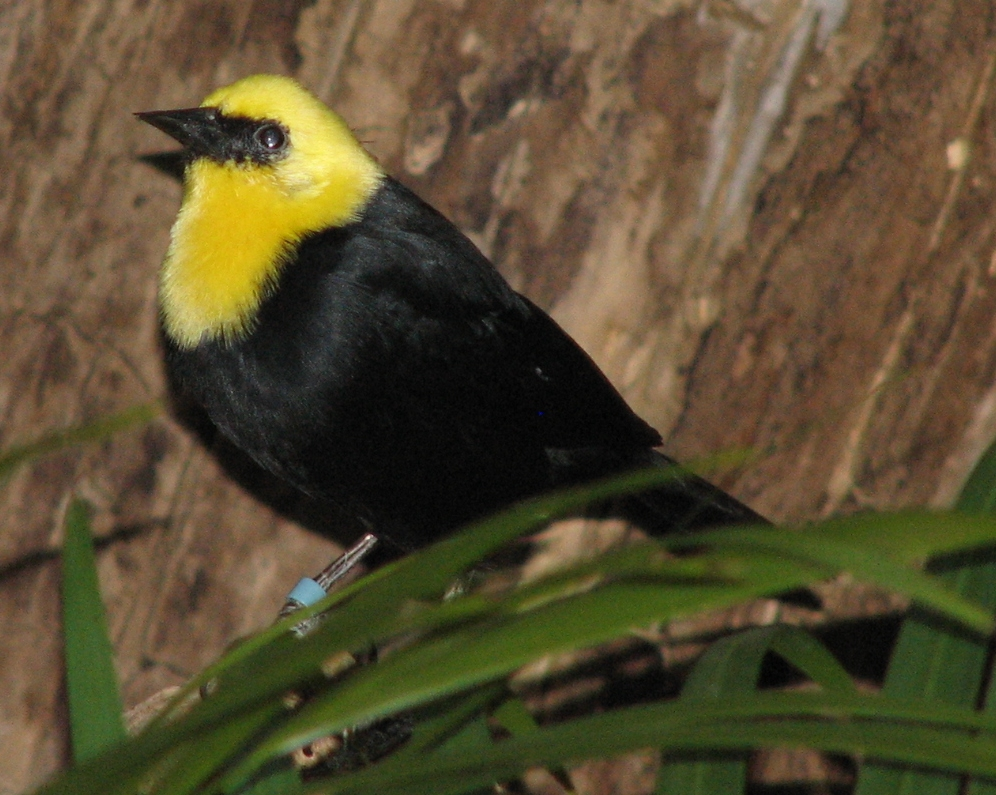
Chrysomus icterocephalus

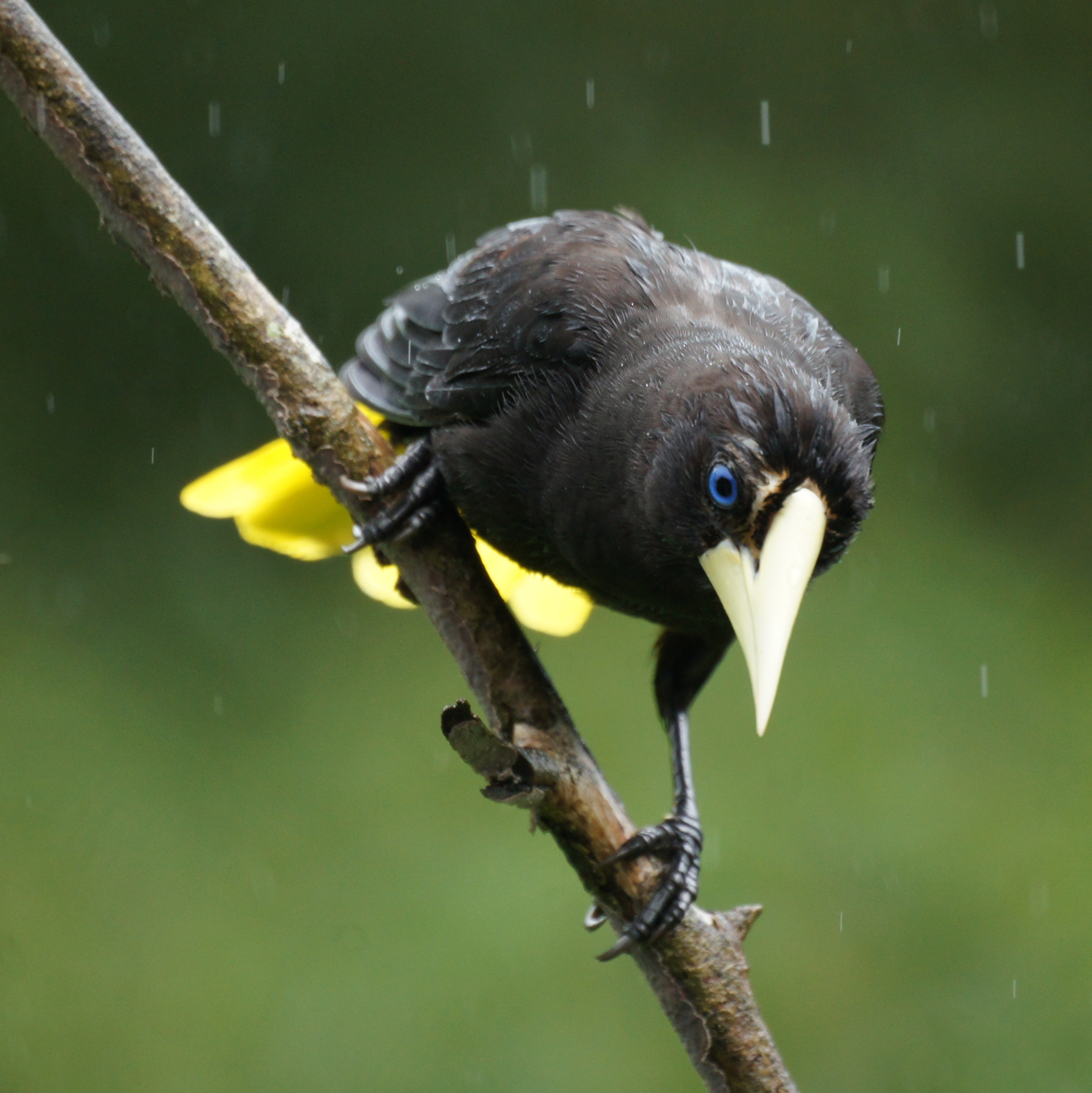
Psarocolius decumanus

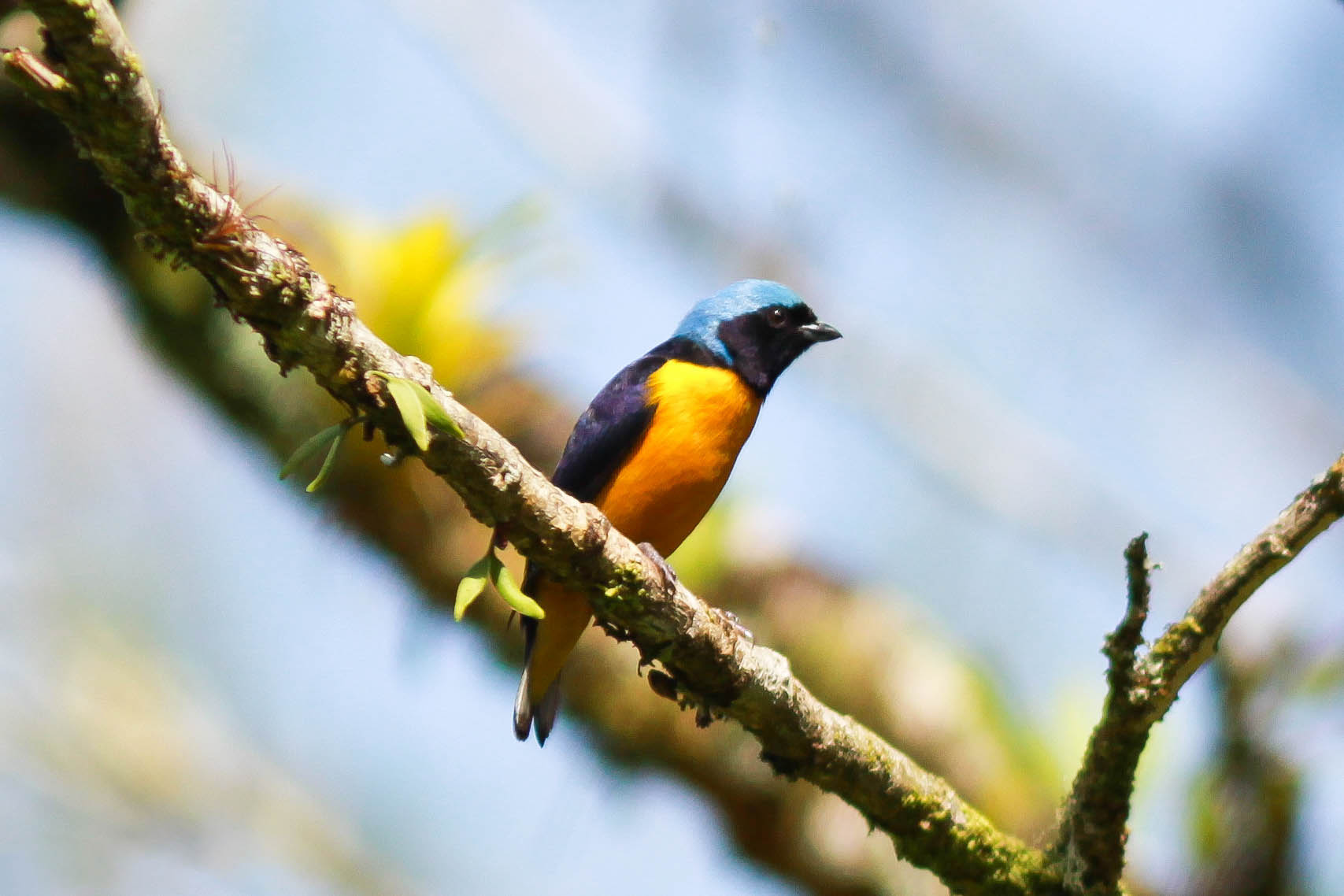
Euphonia cyanocephala.

Eurylaimidae
1. Sapayoa aenigma

Furnariidae
1. Anabacerthia striaticollis
2. Anabacerthia variegaticeps
3. Ancistrops strigilatus
4. Asthenes fuliginosa
5. Asthenes perijana
6. Asthenes wyatti
7. Automolus infuscatus
8. Automolus ochrolaemus
9. Automolus rufipileatus
10. Berlepschia rikeri
11. Campylorhamphus pucherani
12. Campylorhamphus pusillus
13. Campylorhamphus trochilirostris

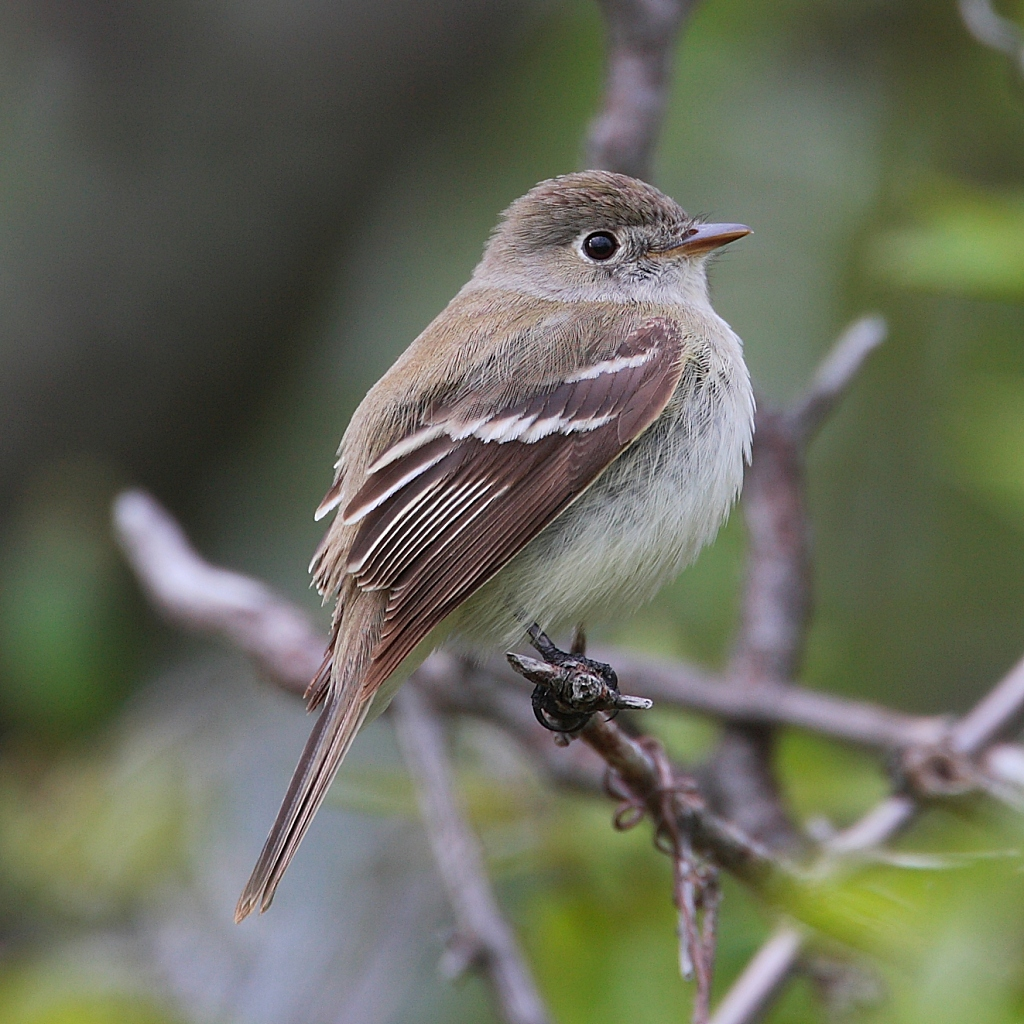
Empidonax minimus

14. Cinclodes excelsior
15. Cranioleuca gutturata
16. Cranioleuca hellmayri
17. Deconychura longicauda
18. Dendrocincla fuliginosa
19. Dendrocincla merula
20. Dendrocolaptes certhia
21. Dendrocolaptes picumnus
22. Dendrocolaptes sanctithomae
23. Furnarius leucopus
24. Glyphorynchus spirurus
25. Lepidocolaptes albolineatus
26. Leptasthenura andicola
27. Lochmias nematura
28. Metopothrix aurantiaca
29. Margarornis bellulus
30. Margarornis squamiger
31. Margarornis stellatus
32. Nasica longirostris
33. Philydor erythrocercum
34. Philydor fuscipenne
35. Philydor pyrrhodes
36. Philydor rufum
37. Pseudocolaptes boissonneautii
38. Pseudocolaptes lawrencii
39. Sclerurus mexicanus
40. Sclerurus rufigularis
41. Siptornis striaticollis
42. Sittasomus griseicapillus
43. Synallaxis albescens
44. Synallaxis albigularis
45. Synallaxis azarae
46. Synallaxis beverlyae
47. Synallaxis brachyura
48. Synallaxis candei
49. Synallaxis cinnamomea
50. Synallaxis cherriei
51. Synallaxis fuscorufa
52. Synallaxis subpudica
53. Synallaxis unirufa
54. Syndactyla subalaris
55. Thripadectes flammulatus
56. Xenops minutus
57. Xenops rutilans
58. Xiphorhynchus chunchotambo
59. Xiphorhynchus elegans

Thamnophilidae
1. Cercomacra parkeri
2. Cercomacra tyrannina
3. Clytoctantes alixii
4. Cymbilaimus lineatus
5. Dichrozona cincta
6. Drymophila caudata
7. Dysithamnus occidentalis
8. Epinecrophylla fulviventris
9. Epinecrophylla ornata
10. Formicivora grisea
11. Gymnocichla nudiceps
12. Gymnopithys leucaspis
13. Herpsilochmus rufimarginatus
14. Hylophylax naevioides
15. Hypocnemis flavescens
16. Hypocnemis peruviana
17. Hypocnemoides melanopogon
18. Microrhopias quixensis
19. Micropygia schomburgkii
20. Myrmeciza fortis
21. Myrmeciza hyperythra
22. Myrmoborus leucophrys
23. Myrmotherula axillaris
24. Myrmotherula assimilis
25. Myrmotherula menetriesii
26. Percnostola rufifrons
27. Phlegopsis erythroptera
28. Phlegopsis nigromaculata
29. Pithys albifrons
30. Pygiptila stellaris
31. Pyriglena leuconota
32. Rhegmatorhina melanosticta
33. Sclateria naevia
34. Taraba major
35. Terenura callinota
36. Thamnophilus amazonicus
37. Thamnophilus nigrocinereus
38. Thamnophilus punctatus
39. Thamnophilus unicolor
40. Thamnistes anabatinus
41. Thamnomanes ardesiacus
42. Thamnomanes caesius
43. Willisornis poecilinotus
44. Xenornis setifrons

Formicariidae
1. Chamaeza mollissima
2. Chamaeza nobilis
3. Formicarius analis
4. Formicarius colma

Grallariidae
1. Grallaria alleni
2. Grallaria bangsi
3. Grallaria kaestneri
4. Grallaria milleri
5. Grallaria nuchalis
6. Grallaria quitensis
7. Grallaria rufocinerea
8. Grallaria rufula
9. Grallaricula cucullata
10. Grallaricula lineifrons
11. Graydidascalus brachyurus
12. Hylopezus dives
13. Hylopezus fulviventris
14. Hylopezus macularius
15. Hylopezus perspicillatus
16. Myrmothera campanisona

Conopophagidae
1. Conopophaga aurita
2. Conopophaga castaneiceps
3. Pittasoma rufopileatum

Rhinocryptidae
1. Acropternis orthonyx
2. Scytalopus latrans
3. Scytalopus panamensis
4. Scytalopus sanctaemartae

Tyrannidae
1. Agriornis montanus
2. Anairetes agilis
3. Anairetes parulus
4. Aphanotriccus audax
5. Arundinicola leucocephala
6. Attila cinnamomeus
7. Attila torridus
8. Camptostoma obsoletum
9. Cnemotriccus fuscatus
10. Colonia colonus
11. Conopias cinchoneti
12. Contopus cooperi
13. Contopus cinereus
14. Corythopis torquatus
15. Elaenia albiceps
16. Elaenia cristata
17. Elaenia flavogaster
18. Elaenia martinica
19. Elaenia pallatangae
20. Elaenia ruficeps
21. Empidonax virescens
22. Empidonax traillii
23. Empidonax minimus
24. Euscarthmus meloryphus
25. Fluvicola pica
26. Hemitriccus granadensis
27. Hemitriccus iohannis
28. Hirundinea ferruginea
29. Inezia tenuirostris
30. Knipolegus orenocensis
31. Lathrotriccus euleri
32. Legatus leucophaius
33. Leptopogon amaurocephalus
34. Lophotriccus galeatus
35. Mecocerculus leucophrys
36. Mecocerculus stictopterus
37. Megarynchus pitangua
38. Mionectes oleagineus
39. Mitrephanes phaeocercus
40. Muscisaxicola maculirostris
41. Myiarchus apicalis
42. Myiarchus cephalotes
43. Myiarchus crinitus
44. Myiarchus ferox
45. Myiarchus swainsoni
46. Myiarchus tuberculifer
47. Myiobius barbatus
48. Myiodynastes luteiventris
49. Myiodynastes maculatus
50. Myiopagis flavivertex
51. Myiopagis gaimardii
52. Myiophobus fasciatus
53. Myiornis atricapillus
54. Myiornis ecaudatus
55. Myiotheretes pernix
56. Myiotheretes striaticollis
57. Myiozetetes cayanensis
58. Myiozetetes similis
59. Myiozetetes luteiventris
60. Neopipo cinnamomea
61. Ochthoeca cinnamomeiventris
62. Ochthoeca diadema
63. Ochthoeca rufipectoralis
64. Ochthornis littoralis
65. Onychorhynchus coronatus
66. Ornithion inerme
67. Phaeomyias murina
68. Phelpsia inornata
69. Phyllomyias burmeisteri
70. Phyllomyias cinereiceps
71. Phylloscartes lanyoni
72. Pitangus sulphuratus
73. Pitangus lictor
74. Platyrinchus mystaceus
75. Platyrinchus platyrhynchos
76. Platyrinchus saturatus
77. Poecilotriccus ruficeps
78. Polystictus pectoralis
79. Pyrocephalus rubinus
80. Pyrrhomyias cinnamomeus
81. Ramphotrigon ruficauda
82. Rhynchocyclus brevirostris
83. Rhynchocyclus olivaceus
84. Rhytipterna holerythra
85. Rhytipterna immunda
86. Rhytipterna simplex
87. Satrapa icterophrys
88. Sayornis nigricans
89. Serpophaga hypoleuca
90. Sirystes sibilator
91. Sublegatus arenarum
92. Sublegatus obscurior
93. Terenotriccus erythrurus
94. Todirostrum chrysocrotaphum
95. Todirostrum maculatum
96. Tolmomyias flaviventris
97. Tolmomyias poliocephalus
98. Tolmomyias sulphurescens
99. Tyrannulus elatus
100. Tyrannopsis sulphurea
101. Tyrannus albogularis
102. Tyrannus melancholicus
103. Tyrannus savana
104. Tyrannus tyrannus
105. Zimmerius albigularis
106. Zimmerius gracilipes
107. Zimmerius vilissimus

Oxyruncidae
1. Oxyruncus cristatus

Cotingidae
1. Ampelioides tschudii
2. Ampelion rubrocristatus
3. Ampelion rufaxilla
4. Cephalopterus penduliger
5. Cotinga cayana
6. Cotinga cotinga
7. Cotinga maynana
8. Cotinga nattererii
9. Doliornis remseni
10. Lipaugus fuscocinereus
11. Lipaugus vociferans
12. Lipaugus weberi
13. Perissocephalus tricolor
14. Pipreola arcuata
15. Pipreola chlorolepidota
16. Pipreola jucunda
17. Pipreola lubomirskii
18. Phoenicircus nigricollis
19. Procnias averano
20. Querula purpurata
21. Rupicola peruviana
22. Rupicola rupicola
23. Snowornis cryptolophus
24. Snowornis subalaris
25. Xipholena punicea

Pipridae
1. Chiroxiphia lanceolata
2. Chiroxiphia pareola
3. Corapipo altera
4. Lepidothrix coronata
5. Machaeropterus deliciosus
6. Manacus manacus
7. Neopelma chrysocephalum
8. Pipra erythrocephala
9. Pipra filicauda
10. Pipra mentalis
11. Tyranneutes stolzmanni
12. Xenopipo atronitens
13. Xenopipo flavicapilla
14. Xenopipo holochlora

Tityridae
1. Laniisoma elegans
2. Laniocera hypopyrra
3. Laniocera rufescens
4. Pachyramphus castaneus
5. Pachyramphus homochrous
6. Pachyramphus marginatus
7. Pachyramphus minor
8. Piprites chloris
9. Tityra inquisitor
10. Schiffornis major
11. Schiffornis turdina
12. Tityra cayana
13. Tityra semifasciata

Vireonidae
1. Cyclarhis gujanensis
2. Hylophilus aurantiifrons
3. Hylophilus hypoxanthus
4. Hylophilus muscicapinus
5. Hylophilus semibrunneus
6. Hylophilus thoracicus
7. Vireo altiloquus
8. Vireo caribaeus
9. Vireo flavoviridis
10. Vireo masteri
11. Vireolanius leucotis

Corvidae
1. Cyanocorax heilprini
2. Cyanocorax violaceus
3. Cyanocorax yncas
4. Cyanolyca armillata
5. Cyanolyca turcoza
6. Cyanolyca pulchra
7. Cyanolyca turcosa

Alaudidae
1. Eremophila alpestris

Hirundinidae
1. Atticora fasciata
2. Atticora melanoleuca
3. Hirundo rustica
4. Neochelidon tibialis
5. Notiochelidon cyanoleuca
6. Petrochelidon pyrrhonota
7. Progne tapera
8. Progne subis
9. Stelgidopteryx ruficollis
10. Stelgidopteryx serripennis
11. Tachycineta albiventer
12. Tachycineta bicolor
13. Tachycineta thalassina

Troglodytidae
1. Campylorhynchus griseus
2. Campylorhynchus turdinus
3. Campylorhynchus zonatus
4. Cantorchilus leucopogon
5. Cantorchilus nigricapillus
6. Cinnycerthia olivascens
7. Cinnycerthia unirufa
8. Cistothorus apolinari
9. Cistothorus platensis
10. Cyphorhinus arada
11. Cyphorhinus thoracicus
12. Cyphorhinus thoracicus
13. Henicorhina leucosticta
14. Microcerculus marginatus
15. Pheugopedius coraya
16. Pheugopedius nicefori
17. Pheugopedius rutilus
18. Thryophilus nicefori
19. Thryophilus rufalbus
20. Troglodytes aedon
21. Troglodytes monticola
22. Troglodytes solstitialis

Polioptilidae
1. Donacobius atricapilla
2. Microbates collaris
3. Polioptila guianensis
4. Polioptila plumbea
5. Ramphocaenus melanurus

Donacobiidae
1. Donacobius atricapilla

Cinclidae
1. Cinclus leucocephalus

Bombycillidae
1. Bombycilla cedrorum

Turdidae
1. Catharus aurantiirostris
2. Catharus dryas
3. Cichlopsis leucogenys
4. Myadestes ralloides
5. Turdus albicollis
6. Turdus fulviventris
7. Turdus fumigatus
8. Turdus fuscater
9. Turdus hauxwelli
10. Turdus ignobilis
11. Turdus lawrencii
12. Turdus leucomelas
13. Turdus maculirostris
14. Turdus nudigenis
15. Turdus obsoletus
16. Turdus serranus

Mimidae
1. Dumetella carolinensis
2. Mimus gilvus
3. Mimus magnirostris

Motacillidae
1. Anthus bogotensis
2. Anthus lutescens

Thraupidae
1. Anisognathus melanogenys
2. Anisognathus somptuosus
3. Bangsia aureocincta
4. Bangsia edwardsi
5. Bangsia melanochlamys
6. Bangsia rothschildi
7. Buthraupis montana
8. Buthraupis wetmorei
9. Catamblyrhynchus diadema
10. Chlorochrysa calliparaea
11. Chlorochrysa nitidissima
12. Chlorophanes spiza
13. Chlorornis riefferii
14. Cnemoscopus rubrirostris
15. Coereba flaveola
16. Conirostrum albifrons
17. Conirostrum bicolor
18. Conirostrum cinereum
19. Conirostrum leucogenys
20. Conirostrum rufum
21. Conirostrum sitticolor
22. Conirostrum speciosum
23. Creagrus furcatus
24. Cyanerpes caeruleus
25. Cyanerpes cyaneus
26. Cyanerpes lucidus
27. Cyanerpes nitidus
28. Dacnis berlepschi
29. Dacnis cayana
30. Dacnis egregia
31. Dacnis flaviventer
32. Dacnis hartlaubi
33. Dacnis lineata
34. Dacnis venusta
35. Dacnis viguieri
36. Diglossa brunneiventris
37. Diglossa cyanea
38. Diglossa gloriosissima
39. Diglossa humeralis
40. Diglossa indigotica
41. Diglossa lafresnayii
42. Diglossa sittoides
43. Dubusia taeniata
44. Eucometis penicillata
45. Hemispingus superciliaris
46. Hemithraupis flavicollis
47. Hemithraupis guira
48. Iridosornis porphyrocephalus
49. Iridosornis rufivertex
50. Lanio fulvus
51. Nemosia pileata
52. Parkerthraustes humeralis
53. Paroaria gularis
54. Ramphocaenus melanurus
55. Ramphocelus carbo
56. Ramphocelus dimidiatus
57. Ramphocelus flammigerus
58. Ramphocelus nigrogularis
59. Rhodinocichla rosea
60. Saltator atripennis
61. Saltator cinctus
62. Saltator coerulescens
63. Saltator grossus
64. Saltator maximus
65. Saltator orenocensis
66. Saltator striatipectus
67. Schistochlamys melanopis
68. Tachyphonus cristatus
69. Tachyphonus luctuosus
70. Tachyphonus phoenicius
71. Tachyphonus surinamus
72. Tangara arthus
73. Tangara callophrys
74. Tangara cayana
75. Tangara chilensis
76. Tangara cyanicollis
77. Tangara cyanoptera
78. Tangara cyanotis
79. Tangara florida
80. Tangara fucosa
81. Tangara guttata
82. Tangara gyrola
83. Tangara icterocephala
84. Tangara inornata
85. Tangara johannae
86. Tangara larvata
87. Tangara lavinia
88. Tangara mexicana
89. Tangara nigrocincta
90. Tangara nigroviridis
91. Tangara palmeri
92. Tangara parzudakii
93. Tangara ruficervix
94. Tangara rufigula
95. Tangara schrankii
96. Tangara vassorii
97. Tangara velia
98. Tangara vitriolina
99. Tangara xanthocephala
100. Tersina viridis
101. Thlypopsis ornata
102. Thlypopsis sordida
103. Thraupis cyanocephala
104. Thraupis episcopus
105. Thraupis glaucocolpa
106. Tiaris bicolor
107. Tiaris fuliginosa
108. Tiaris olivaceus
109. Tiaris obscurus

Emberizidae
1. Ammodramus humeralis
2. Ammodramus savannarum
3. Arremonops conirostris
4. Arremon aurantiirostris
5. Arremon brunneinucha
6. Arremon taciturnus
7. Arremon torquatus
8. Atlapetes albofrenatus
9. Atlapetes flaviceps
10. Atlapetes fuscoolivaceus
11. Atlapetes melanocephalus
12. Catamenia homochroa
13. Catamenia inornata
14. Chlorospingus flavigularis
15. Chlorospingus flavovirens
16. Chlorospingus ophthalmicus
17. Chlorospingus parvirostris
18. Coryphospingus pileatus
19. Dolospingus fringilloides
20. Emberizoides herbicola
21. Haplospiza rustica
22. Oreothraupis arremonops
23. Oryzoborus angolensis
24. Oryzoborus crassirostris
25. Oryzoborus funereus
26. Oryzoborus maximiliani
27. Passerculus sandwichensis
28. Phrygilus unicolor
29. Rhodospingus cruentus
30. Sicalis citrina
31. Sicalis columbiana
32. Sicalis luteola
33. Sporophila castaneiventris
34. Sporophila corvina
35. Sporophila murallae
36. Sporophila plumbea
37. Volatinia jacarina
38. Zonotrichia capensis

Cardinalidae
1. Amaurospiza concolor
2. Cardinalis phoeniceus
3. Caryothraustes canadensis
4. Catamenia analis
5. Chlorothraupis carmioli
6. Cyanocompsa brissonii
7. Cyanocompsa cyanoides
8. Habia cristata
9. Habia fuscicauda
10. Habia gutturalis
11. Habia rubica
12. Passerina caerulea
13. Passerina cyanea
14. Pheucticus chrysogaster
15. Pheucticus ludovicianus
16. Piranga flava
17. Piranga leucoptera
18. Piranga olivacea
19. Piranga rubra
20. Spiza americana

Parulidae
1. Basileuterus basilicus
2. Basileuterus chlorophrys
3. Basileuterus cinereicollis
4. Basileuterus conspicillatus
5. Basileuterus coronatus
6. Basileuterus culicivorus
7. Basileuterus ignotus
8. Basileuterus nigrocristatus
9. Dendroica cerulea
10. Dendroica fusca
11. Dendroica petechia
12. Dendroica virens
13. Geothlypis aequinoctialis
14. Mniotilta varia
15. Myioborus flavivertex
16. Myioborus melanocephalus
17. Myioborus miniatus
18. Myioborus ornatus
19. Oporornis agilis
20. Oporornis formosus
21. Oreothlypis peregrina
22. Parkesia noveboracensis
23. Parula pitiayumi
24. Protonotaria citrea
25. Setophaga ruticilla
26. Vermivora chrysoptera
27. Wilsonia canadensis
28. Basileuterus signatus
29. Phaeothlypis fulvicauda

Icteridae
1. Amblycercus holosericeus
2. Cacicus cela
3. Cacicus chrysonotus
4. Cacicus haemorrhous
5. Cacicus sclateri
6. Cacicus solitarius
7. Cacicus uropygialis
8. Chrysomus icterocephalus
9. Hypopyrrhus pyrohypogaster
10. Icterus auricapillus
11. Icterus chrysater
12. Icterus icterus
13. Icterus leucopteryx
14. Icterus galbula
15. Icterus mesomelas
16. Icterus nigrogularis
17. Icterus spurius
18. Lampropsar tanagrinus
19. Macroagelaius subalaris
20. Molothrus aeneus
21. Molothrus bonariensis
22. Molothrus oryzivorus
23. Ocyalus latirostris
24. Psarocolius bifasciatus
25. Psarocolius cassini
26. Psarocolius decumanus
27. Psarocolius guatimozinus
28. Psarocolius viridis
29. Psarocolius wagleri
30. Quiscalus lugubris
31. Quiscalus mexicanus
32. Sturnella magna

Fringillidae
1. Carduelis cucullata
2. Carduelis magellanica
3. Carduelis psaltria
4. Carduelis xanthogastra
5. Chlorophonia cyanea
6. Euphonia anneae
7. Euphonia chrysopasta
8. Euphonia concinna
9. Euphonia cyanocephala
10. Euphonia laniirostris
11. Euphonia mesochrysa
12. Euphonia minuta
13. Euphonia rufiventris
14. Euphonia xanthogaster